# Геббельс, Йозеф
Па́уль Йо́зеф Ге́ббельс (немецкое произношение Гёббельс; нем. Paul Joseph Goebbels, немецкий: [ˈpaʊ̯l ˈjoːzɛf ˈɡœbl̩s] (слушать)о файле; 29 октября 1897, Райдт, Рейнская провинция, Пруссия, Германская империя — 1 мая 1945, фюрербункер, Берлин, нацистская Германия) — немецкий политик и пропагандист, один из ближайших сподвижников и верных последователей Адольфа Гитлера. Гауляйтер в Берлине с 1926 года и начальник управления пропаганды НСДАП с 1930 года, он внёс существенный вклад в рост популярности национал-социалистов на заключительном этапе существования Веймарской республики.
С 1933 по 1945 год — министр пропаганды и президент имперской палаты культуры, Геббельс сосредоточил в своих руках все необходимые рычаги управления прессой, радио, кинематографом и другими сферами немецкой культуры. За счёт сочетания демагогической риторики, умелой постановки массовых мероприятий и эффективного использования современной техники — прежде всего радио и кино — в целях пропаганды ему удалось индоктринировать широкие слои немецкого народа идеями национал-социализма и опорочить коммунистов, социал-демократов, евреев и служителей христианской церкви. В ходе антисемитской пропаганды и таких акций, как ноябрьский погром 1938 года, он идеологически подготовил депортацию и уничтожение евреев и тем самым стал одним из главных идейных вдохновителей Холокоста. Его знаменитая речь о тотальной войне, с которой он выступил в берлинском Дворце спорта в феврале 1943 года, служит наглядным примером манипуляции массовым сознанием.
30 апреля 1945 года после самоубийства Гитлера в соответствии с политическим завещанием фюрера Геббельс сменил его на посту рейхсканцлера Германии. Пробыв в должности один день, он совершил самоубийство вместе с женой Магдой Геббельс, которая предварительно отравила их шестерых детей.
Имя Геббельса стало нарицательным, его до сих пор связывают с циничной беззастенчивой пропагандой.

## Детство и юность
Пауль Йозеф Геббельс родился 29 октября 1897 года в Рейдте, промышленном городке к югу от Мёнхенгладбаха близ Дюссельдорфа в католической семье. Отец: Фриц Геббельс (1867—1929); мать: Мария Катарина Оденхаузен (1869—1953). Предки Геббельса жили в районе между Ахеном, Кёльном и Мёнхенгладбахом. Все они были из крестьян. Бабушка по материнской линии Йоханна Мария Герверс происходила из пограничной провинции Лимбург (Голландия). Фриц Геббельс служил на фитильной фабрике конторщиком, а затем бухгалтером. У Йозефа Геббельса было два старших брата, Конрад (1893—1949) и Ганс (1895—1947), и две младших сестры, Элизабет (1901—1915) и Мария Катарина (1910—1949), которая в 1938 году вышла замуж за кинорежиссёра Макса Киммиха. Старшая сестра Мария умерла в 1896 году вскоре после рождения. В 1932 году Геббельс выпустил брошюру с описанием своего семейного древа, чтобы опровергнуть слухи о еврейском происхождении бабушки.
Геббельс рос слабым и болезненным ребёнком и чуть не умер от пневмонии. В четыре года он перенёс остеомиелит, вызвавший деформацию правой ноги — она была изогнута внутрь, толще и короче левой. В 10 лет его безуспешно прооперировали. Он носил на ноге металлическую скобу и специальную обувь, хромал. Телесный изъян не позволил ему участвовать в Первой мировой войне, на которую он хотел пойти добровольцем.

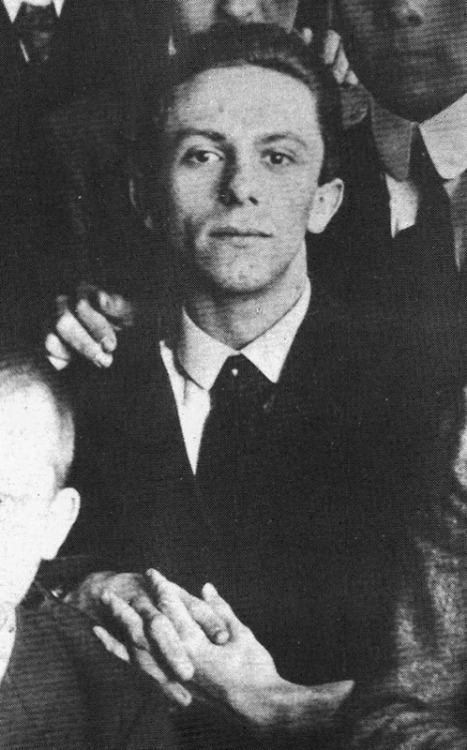
Геббельс в 1916 году

Как и его братья, Геббельс учился в городском высшем реальном училище с реформированной реальной гимназией и был одним из лучших учеников в классе. В марте 1917 года он сдал экзамены на аттестат зрелости. Написав лучшее в классе сочинение, он по традиции выступил на церемонии вручения аттестатов с патриотической речью. Родители Геббельса надеялись, что их сын будет изучать теологию — не только из убеждения и соображений престижа, но и потому, что в этом случае церковь брала на себя расходы на обучение. Однако он оставил эту идею. Геббельс изучал классическую филологию, германистику и историю в университетах Бонна, Вюрцбурга, Фрайбурга и Мюнхена. Беспроцентный кредит на учёбу — в общей сложности 960 марок — ему предоставило Общество Альберта Великого. 400 марок он вернул по частям в 1930 году лишь после того, как на его имущество был наложен арест.
Во Фрайбурге Геббельс встретил и полюбил Анку Штальхерм, которая была старше его на три года, и последовал за ней, когда она переехала учиться в Вюрцбург. В августе 1919 года он начал писать «Юные годы Михаэля Формана», первый вариант романа «Михаэль», не лишённого автобиографических мотивов. В 1920 году Штальхерм вышла замуж. Однако контакты с ней Геббельс окончательно порвал почти через десять лет, после знакомства с будущей женой Магдой Квандт. Став министром, он помог тем временем разведённой и разочарованной подруге молодости устроиться в редакцию одного женского журнала.
В Гейдельбергском университете Геббельс написал докторскую диссертацию о Вильгельме фон Шютце, малоизвестном драматурге романтического направления XIX века. Он рассчитывал, что его научным руководителем станет Фридрих Гундольф, известный тогда литературовед. Гундольф был евреем, но докторанта это не волновало, — он ещё не проникся идеями антисемитизма. Так как Гундольф в то время не вёл семинары и не принимал экзамены, он направил Геббельса к профессору Максу Фрайхерру фон Вальдбергу, также еврею. Именно Вальдберг предложил своему подопечному тему диссертации. В 1921 году, предоставив текст исследования, которое фон Вальдберг оценил на «удовлетворительно» («rite superato»), и пройдя устную защиту, Геббельс получил докторскую степень.
После этого он вернулся домой. В надежде стать публикуемым литератором писал стихи, пьесы, статьи и зарабатывал на жизнь частными уроками. В начале 1922 года ему удалось опубликовать шесть статей в Westdeutsche Landeszeitung. Его тексты того периода отражали неприятие современной культуры и зарождавшийся антисемитизм. Летом 1922 года он вступил в романтические отношения со школьной учительницей Эльзой Янке. Узнав, что её мать еврейка, поначалу впал в замешательство: «Первое очарование прошло». Он расстался с ней осенью 1926 года, после того как получил назначение в Берлин.

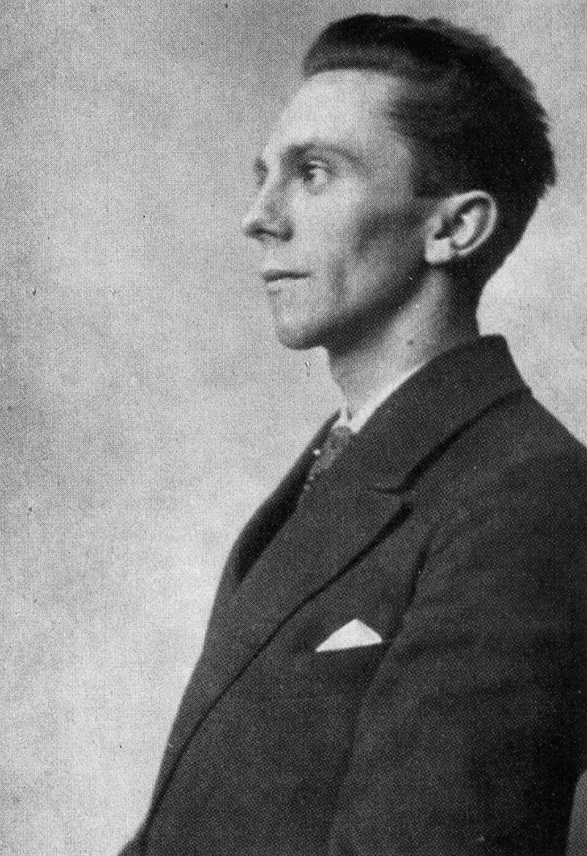
Геббельс в 1922 году

В начале 1923 года вопреки своим убеждениям Геббельс устроился служащим в отделение Дрезденского банка в Кёльне. Но эта работа его тяготила. Дневник, который он вёл с 1923 года вплоть до смерти, стал отдушиной для его литературных амбиций. В это время он также начал писать «Михаэль Форман. Судьба человека в дневниковых листках», второй вариант романа. В 1929 году после многочисленных переработок книга под названием «Михаэль. Германская судьба в дневниковых листках» была опубликована «Эер Ферлаг», издательским домом национал-социалистической партии. В сентябре 1923 года Геббельс был уволен с работы, однако долгое время скрывал это от родителей. После неудачной попытки устроиться на работу в Vossische Zeitung он послал резюме в редакцию газеты Berliner Tageblatt и в издательство Моссе, но везде получил отказ.
Ульштайн и Моссе, два крупных издательства, в которых Геббельс очень хотел бы работать, принадлежали евреям. Главным редактором газеты Berliner Tageblatt, в которой он очень хотел бы печататься, был «еврей» Теодор Вольф. Оттуда ему вернули более пятидесяти статей. В редакциях других крупных газет, куда он посылал свои тексты, также сидели почти одни евреи. Он не хотел замечать то обстоятельство, что «арийские» редакторы и издатели также не оценили его способности. Яркие немецко-еврейские публицисты были именно теми людьми, с которыми Геббельс чувствовал тогда свою духовную близость, которыми он восхищался, и отказы которых его особенно больно ранили. Он видел, что ему не давали заниматься любимым делом. Виной тому, как ему казалось, были евреи, которые доминировали в области культуры и протежировали только «своим» людям. В то время он ещё не был антисемитом, но уже сделал первый шаг в этом направлении.
В те годы Геббельс очень много читал, испытывая влияние Освальда Шпенглера, Фёдора Достоевского и Хьюстона Стюарта Чемберлена, немецкого писателя британского происхождения. Сочинение Чемберлена «Основы XIX века» (1899) служило настольной книгой германских ультраправых. Он также начал изучать «социальный вопрос», познакомившись с трудами Карла Маркса, Фридриха Энгельса, Розы Люксембург, Августа Бебеля и Густава Носке. Согласно немецкому историку Петеру Лонгериху, дневник Геббельса в конце 1923 и начале 1924 года представлял собой записи изолированного человека, озабоченного религиозно-философскими вопросами и лишённого жизненного направления. «Пессимизм. Мысли о смерти». «Хаос во мне. Брожение». «Отчаяние. Я больше ни во что не верю». Это рефрен его записей. С середины декабря 1923 года Геббельс, судя по дневникам, начал склоняться к идеологии Народного движения.

## Активист нацистской партии
В начале 1924 года Геббельс впервые заинтересовался деятельностью Адольфа Гитлера и национал-социализмом. В конце февраля, почти через четыре месяца после провала Пивного путча, в Мюнхене начался процесс над путчистами. Процесс вызвал внимание прессы, и таким образом Гитлер, обвиняемый в государственной измене, получил платформу для пропаганды своих взглядов. Он был приговорён к пяти годам заключения, однако 20 декабря 1924 года вышел на свободу. Национал-социалистические идеи привлекли Геббельса во многом в силу харизмы Гитлера и его преданности своим убеждениям. Благодаря своему другу Фрицу Прангу, который ещё в 1922 году вступил в тем временем запрещённую НСДАП, Геббельс познакомился с некоторыми членами Народного движения. В середине августа 1924 года Пранг взял его в Веймар на съезд «Национал-социалистического освободительного движения», которым руководил Грегор Штрассер, аптекарь из Ландсхута. В результате Геббельса привлекли к работе над еженедельной газетой Völkische Freiheit. 1 октября 1924 года он был назначен главным редактором.
22 февраля 1925 года Геббельс стал членом вновь учреждённой НСДАП. В марте на собрании руководителей партии в Гамбурге по предложению Карла Кауфмана, гауляйтера Рейнско-Рурского округа, был назначен управляющим гау Рейнланд-Норд. С октября 1924 по октябрь 1925 года выступил 189 раз с речами на разного рода партийных мероприятиях на северо-западе Германии. В сентябре 1925 года стал управляющим и редактором «Национал-социалистических писем», печатного органа антикапиталистического крыла НСДАП вокруг братьев Штрассеров, которые критиковали партийный централизм Гитлера. В отличие от соратников из Мюнхена во главе с Гитлером, члены штрассеровского крыла НСДАП, в том числе и Геббельс, в большей степени разделяли идеи социализма.
Молодой Геббельс считал себя социалистом. Он прославлял рабочих, чувствовал себя заодно с ними и испытывал презрение к «буржуазии», к которой он причислял не только капиталистов, но и мещан. В коммунистах ему импонировали революционный порыв и ненависть к буржуазии. Социал-демократы и либералы были общим врагом. В коммунизме он не принимал его интернациональную направленность, тогда как сам выступал за «национальный социализм». «Я — национал-большевик», — говорил Геббельс о себе. Однако став гауляйтером в Берлине, он объявил коммунистов своими заклятыми врагами.
Геббельс был также преисполнен восторженной любви к России, которую он под влиянием Достоевского называл «священной страной». Большевистскую систему он считал временным явлением. Преодолев её, Россия вступит на путь идеального социализма, который будет создан «новым человеком». Это событие должно произойти в тесном взаимодействии с Германией, возможно, в условиях военного противостояния, но не за страну или власть, а за «последнюю форму существования». «С Востока идёт идея новой государственности, индивидуальной связи и ответственной дисциплины перед государством… Национальная общность — единственная возможность социального равенства… В России разрешение европейского вопроса», — писал он в дневнике. Однако в результате общения с Гитлером, с которым он познакомился в конце октября 1925 года, эта тема постепенно исчезла из его статей и дневниковых записей.
Разногласия Гитлера и Штрассера по многим пунктам побудили последнего в ноябре 1925 года начать работу над поправками к партийной платформе. Гитлер расценивал действия Штрассера как угрозу собственному влиянию. 14 февраля 1926 года он собрал 60 гауляйтеров, включая Геббельса, на совещание в Бамберге (франконское гау Юлиуса Штрайхера), где в течение двух часов критиковал политическую программу Штрассера. Гитлер выступил против социалистического уклона северогерманских национал-социалистов, утверждая, что подобные взгляды повлекут «большевизацию Германии». Он утверждал, что в стране не будет «повелителей кроме немцев» и отвергал «еврейскую систему эксплуатации». В той же речи он заявил, что немцы будут приобретать землю не за счёт экспроприации угодий бывшего дворянства, но благодаря колонизации территорий на востоке от Германии. Назвав социализм «еврейским творением» и отвергнув экспроприацию частной собственности национал-социалистическим правительством, Гитлер поверг Геббельса в ужас. «Величайшее разочарование моей жизни. Я не могу больше беспредельно верить в Гитлера», — записал он в дневник.
Гитлер пользовался любой возможностью, чтобы перетянуть Геббельса на свою сторону. В начале апреля 1926 года он пригласил троих руководителей гау Большой Рур — Кауфмана, фон Пфеффера и Геббельса в Мюнхен. Прибыв на вокзал, Геббельс был весьма впечатлён тем, что Гитлер прислал за ним свой личный автомобиль. На следующий день Геббельс выступил на собрании в Бюргербройкеллере. Гитлер пригласил его на обед, подтвердил его руководящую роль в Руре, простил ему его идеологические заблуждения, и Геббельс переметнулся на сторону Гитлера. «Я люблю его… Он всё продумал», — записал он в дневник, признавая, что преклоняется перед политическим гением. По итогам встреч в Бамберге и Мюнхене проект новой программы Штрассера был отклонён. Оригинальная программа НСДАП 1920 года осталась без изменений, а позиции Гитлера во главе партии существенно укрепились.

## Пропагандист в Берлине
В конце августа 1926 года Геббельс получил предложение возглавить гау Берлин-Бранденбург и реорганизовать отделение партии, которое насчитывало менее 500 членов. Посылая Геббельса в Берлин, где у Штрассера также была своя штаб-квартира, Гитлер, кроме всего прочего, рассчитывал сделать бывших соратников соперниками. 7 ноября Геббельс приехал в Берлин. Он был наделён особыми полномочиями и напрямую подчинялся Гитлеру. В столице партия влачила жалкое существование. Геббельс тут же приступил к партийной «чистке», установил строгий порядок работы и провёл финансовую ревизию, а также ввёл плату ежемесячных пожертвований на нужды партии. Его целью стала борьба за рабочих, борьба за улицу. Геббельс быстро понял, что тот, кто завоюет улицу, завоюет власть в государстве. «Улица» — так назвалась одна из его первых статей. На улице он решил делать историю.

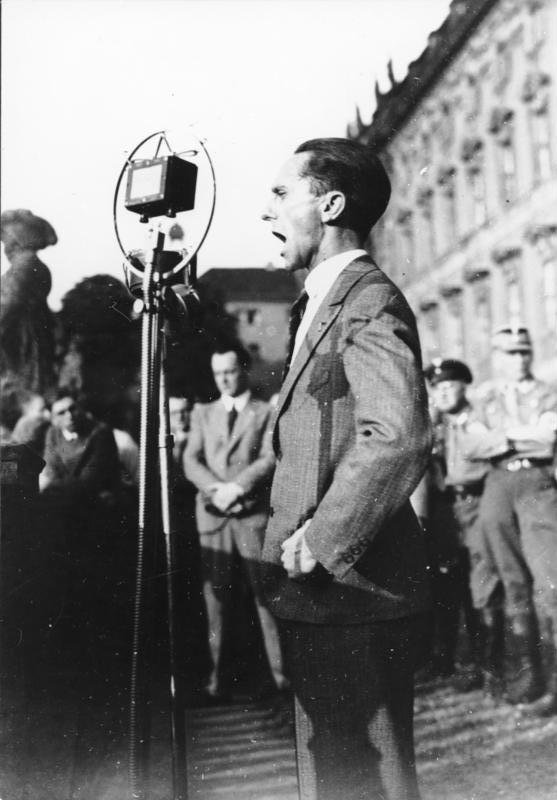
Геббельс выступает в берлинском Люстгартене, июль 1932 г. Поза акимбо должна была внушить слушателям властный статус оратора

«Берлину нужны сенсации, как рыбе вода. Этот город живёт ими, и любая политическая пропаганда не достигнет своей цели, если она этого не поняла», — писал Геббельс. Поэтому требовалось во что бы то ни стало обратить на себя внимание. Уже 16 ноября гауляйтер основал школу ораторского искусства, так как по его мнению, и фашизм, и большевизм были сформированы прежде всего благодаря крупным ораторам. Позднее Геббельс объявил «идею» предпосылкой любой пропаганды. При этом необязательно объяснять её в толстой книге — достаточно краткого и доступного изложения. «Вы никогда не найдёте миллионов людей, которые отдадут жизнь за книгу. Вы никогда не найдёте миллионов людей, которые отдадут жизнь за экономическую программу. Но миллионы людей будут однажды готовы погибнуть за евангелие». Организованные Геббельсом пропагандистские мероприятия ориентировались на эмоции и инстинкты слушателей.
Новый метод борьбы с коммунистами заключался в копировании и передразнивании не только их лозунгов, но и методов работы. Даже «штурмовые отряды», реорганизацией которых занялся гауляйтер, в какой-то степени напоминали союз красных фронтовиков; коммунистическая партия во многом была для Геббельса моделью и в то же время заклятым врагом. В борьбе за улицу национал-социалисты неоднократно вступали в кровавые столкновения с коммунистами.
В отличие от своего предшественника Эрнста Шланге, настаивавшего на соблюдении законности, Геббельс резко повысил роль и силовую активность берлинских штурмовиков Курта Далюге. Методы «политического хулиганства», провокаций и насилия привели к тому, что 5 мая 1927 года берлинский полицай-президент запретил деятельность гау Берлин-Бранденбург НСДАП со всеми подразделениями, «так как цели этих организаций противоречат уголовным законам». Тем не менее жестокие акции на улицах, в том числе против евреев, не прекратились. Геббельс был лишён возможности выступать публично. 4 июля 1927 года вышел первый номер основанной им газеты НСДАП Der Angriff («Атака»), ставшей инструментом пропаганды в Берлине и его окрестностях. Печатавшаяся в современном стиле газета пестрила агрессивными заголовками. Постепенно тираж составил 2 тысячи экземпляров. Статьи содержали множество антикоммунистических и антисемитских выпадов. Излюбленной мишенью стал Бернхард Вайс, вице-президент берлинской полиции, которому Геббельс дал уничижительное прозвище «Исидор». Неутомимо занимаясь травлей Вайса, он рассчитывал, что ответный удар можно обернуть в свою пользу.
В период запрета партии Геббельс вернулся к литературной деятельности, переписав роман «Михаэль» и завершив пьесу «Странник». Пьеса была поставлена в Вальнеровском театре в Берлине с участием безработных актёров. Премьера состоялась 6 ноября 1927 года. Все газеты, кроме Der Angriff, подвергли спектакль резкой критике.

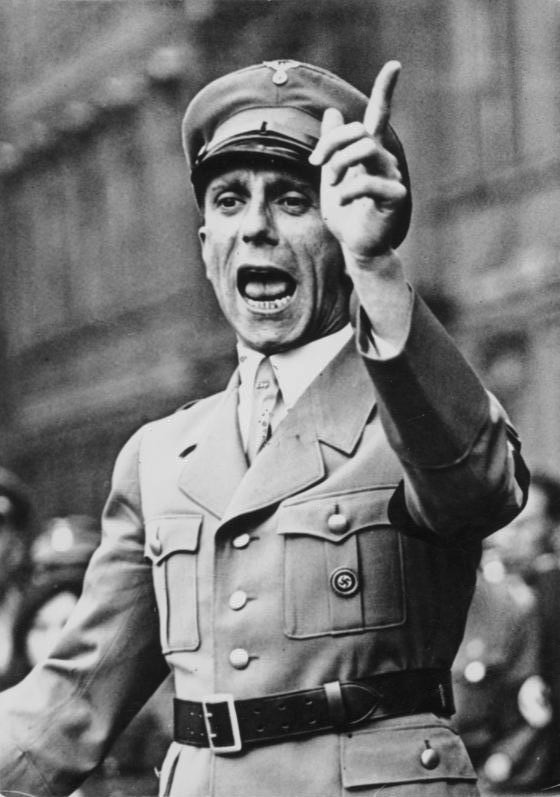
Геббельс выступает в берлинском Люстгартене, 25 августа 1934 года. Этот жест он использовал для выражения угрозы или предостережения

В начале 1928 года запрет на деятельность НСДАП был снят накануне выборов в рейхстаг 20 мая. Результат партии был неудачным, около 100 тысяч избирателей перестали её поддерживать, итоговый результат по стране составил 2,6 % голосов. Успехи в Берлине оказались ещё более скромными — за НСДАП было отдано 1,4 % голосов. Геббельс и ещё одиннадцать членов партии получили мандаты. Это дало ему депутатскую неприкосновенность, которая защитила его от большого количества обвинений. Ещё в апреле он отбыл трёхнедельное заключение за оскорбление Вайса. В феврале 1931 года парламент изменил положение о неприкосновенности, и Геббельс был вынужден заплатить штраф за размещение клеветнического материала в одном из прошлогодних номеров Der Angriff.
Грегор Штрассер в своей газете Berliner Arbeiterzeitung («Берлинская рабочая газета») критиковал Геббельса за низкий результат на выборах в Берлине. Однако в сельских районах партия пользовалась большей популярностью, в некоторых регионах национал-социалистов поддерживали до 18 % избирателей. Одной из причин этого локального успеха стало то, что незадолго до выборов Гитлер высказался о 17-м пункте партийной программы, который предполагал экспроприацию земли без компенсации — отныне он касался лишь землевладельцев, которые были евреями, либо не являлись частными лицами. После выборов партия устремилась получить ещё большую поддержку граждан, занятых в сельском хозяйстве. В мае, вскоре после завершения избирательной кампании Гитлер рассматривал вопрос о назначении Геббельса главой партийной пропаганды. Он колебался, поскольку освобождение от должности занимавшего её Грегора Штрассера повлекло бы раскол в партии. Геббельс считал, что вполне подходит для подобной работы и приступил к разработке методов пропаганды в школах и средствах массовой информации.

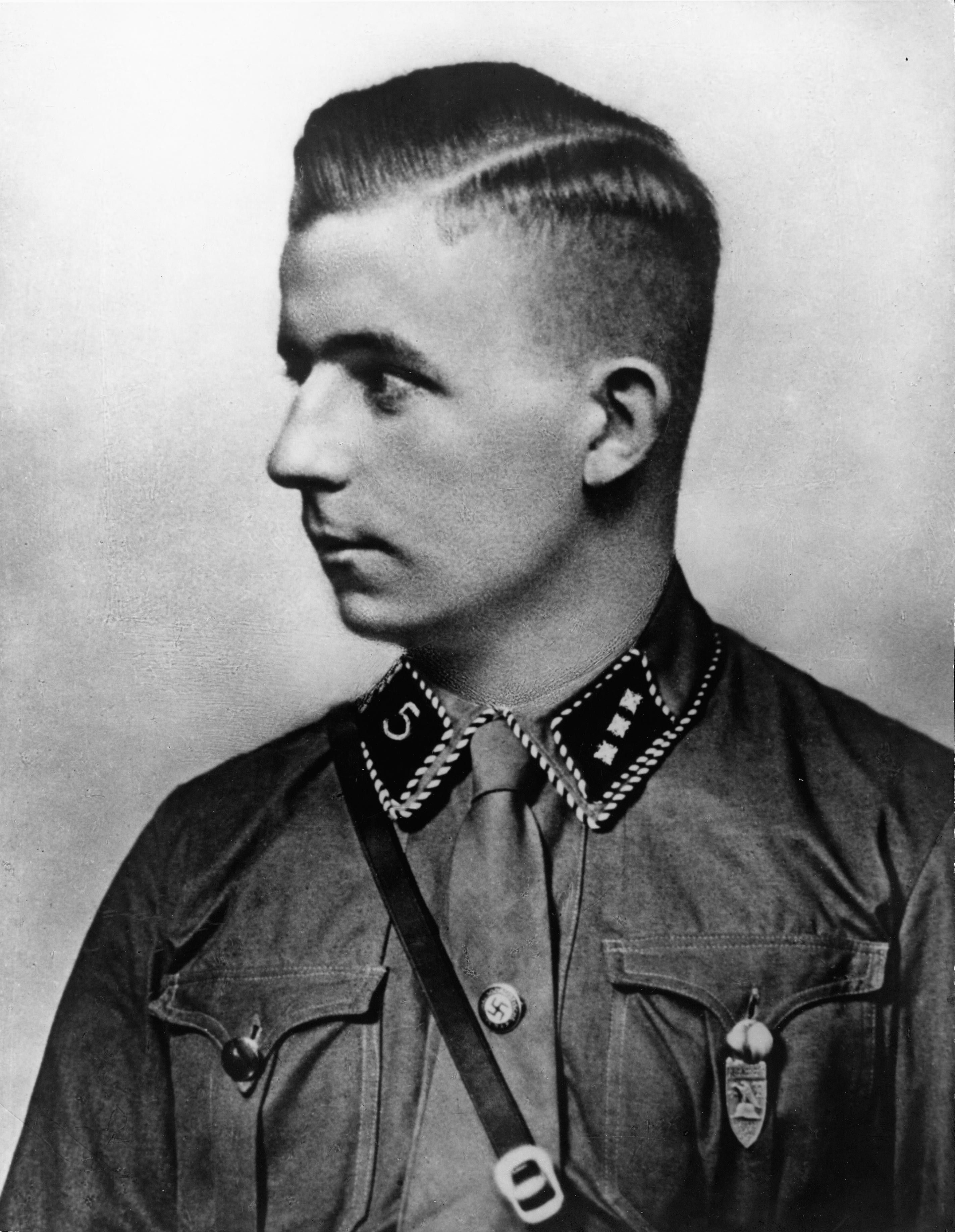
Геббельс использовал смерть Хорста Весселя в 1930 году как инструмент пропаганды против «коммунистического недочеловека»

К 1930 году накал борьбы между национал-социалистами и коммунистами заметно усилился. 23 февраля 1930 года в результате огнестрельного ранения в голову скончался 23-летний штурмовик и сын священника Хорст Вессель. Геббельс использовал смерть Весселя в политических целях, создав образ мученика национал-социалистического движения. Марш Die Fahne hoch («Поднимем флаг»), слова которого были написаны Весселем, был объявлен официальным гимном НСДАП — отныне он назывался Песней Хорста Весселя.
Великая депрессия сильно ударила по германской экономике, вызвав беспрецедентно высокий рост безработицы. В те годы братья Штрассеры начали печатать в Берлине новую ежедневную газету Nationaler Sozialist. Как и другие издания братьев, газета отражала их собственный взгляд на идеологию, который вобрал в себя настроения национализма, антикапитализма, стремление к социальным реформам и неприятие западной культуры. В общении с Гитлером Геббельс выражал серьёзное недовольство прессой Штрассеров, признавая при этом, что их успехи мешают столичным газетам самого Геббельса. В конце апреля 1930 года Гитлер публично выступил против Грегора Штрассера, назначив Геббельса главой общенациональной партийной пропаганды. Одним из первых распоряжений на новом посту Геббельс запретил распространение вечернего выпуска Nationaler Sozialist. Главный пропагандист партии получил контроль над всеми изданиями НСДАП, в том числе над крупнейшей газетой Völkischer Beobachter («Народный наблюдатель»). Лишь 3 июля Отто Штрассер и его сторонники заявили о выходе из партии. Геббельс воспринял новость с радостью и облегчением.

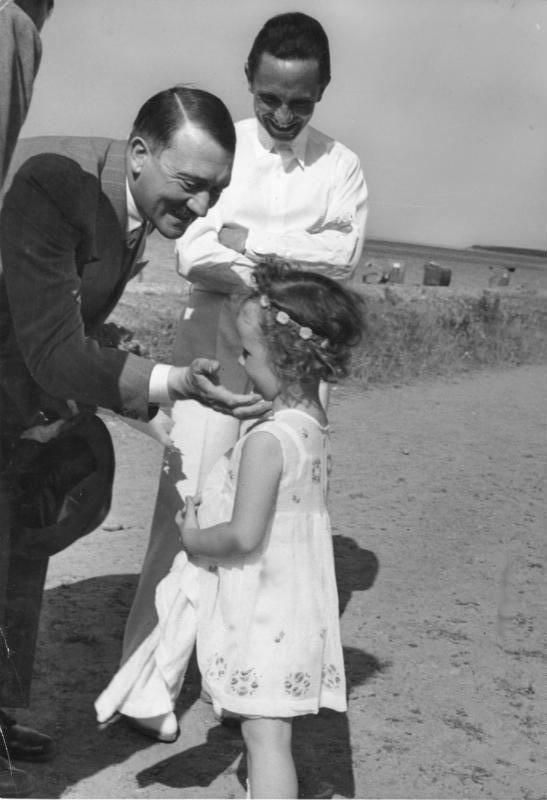
Геббельс и его дочь Хельга с Гитлером на пляже в Хайлигендамме, август 1935 года

Стремительное ухудшение экономической ситуации привело к отставке 27 марта 1930 года коалиционного правительства, сформированного в 1928 году. Был создан новый кабинет, а президент страны Пауль фон Гинденбург издал ряд чрезвычайных указов. Он назначил канцлером Генриха Брюнинга. Геббельс возглавил предвыборную кампанию национал-социалистов — 14 сентября 1930 года должны были состояться выборы в рейхстаг. Кампания приобрела широкий размах, по всей стране были проведены тысячи встреч и выступлений. Гитлер в своих речах возлагал вину за экономическую ситуацию на Веймарскую республику, осуждая соблюдение ей условий Версальского мира. Договор принуждал Германию к выплате военных репараций, опустошавших государственный бюджет. Гитлер призывал к созданию в Германии нового общества, построенного на расовом и национальном единстве. Успех НСДАП на выборах удивил даже самих Гитлера и Геббельса: за партию было отдано 6,5 миллионов голосов. Получив 107 мест, она стала второй по величине партией в парламенте.
В декабре 1930 года организованные Геббельсом акции протеста против показа антивоенного фильма «На Западном фронте без перемен» по одноимённому роману Ремарка привели к его запрету цензурой с формулировкой «за нанесение ущерба престижу Германии».
В те годы Геббельс имел связи со многими женщинами. Некоторые историки, в том числе Ричард Дж. Эванс и Роджер Мэнвелл, предполагают, что его постоянная увлечённость слабым полом могла служить компенсацией физической неполноценности. Он легко влюблялся и столь же быстро уставал от отношений. Перспектива длительных романтических связей беспокоила его ещё и потому, что они могли помешать его карьере. В конце 1930 года он познакомился с Магдой Квандт, бывшей женой крупного промышленника, которая вступила в партию несколькими месяцами ранее. Она работала волонтёром в берлинском отделении партии и собирала материал для личного архива Геббельса. Её квартира на Рейхсканцлерплац вскоре стала любимым местом встречи Гитлера и других высокопоставленных членов партии. 19 декабря 1931 года Геббельс и Квандт вступили в брак. Гитлер был одним из двух свидетелей бракосочетания.
В 1932 году выборы проходили дважды, и в обоих случаях Геббельс организовывал масштабные предвыборные кампании с большим количеством собраний, парадов, речей. Гитлер путешествовал по стране на самолёте под лозунгом «Гитлер над Германией». Такие полёты в качестве политического мероприятия были абсолютной новинкой. Сам Геббельс также несколько раз объехал всю страну с речами. Некоторые его выступления были записаны на грампластинки или опубликованы в виде брошюр. Он также участвовал в создании нескольких немых фильмов, которые демонстрировались на партийных встречах. Широкое использование кинематографа было на тот момент невозможным, поскольку партийным органам недоставало соответствующего оборудования. Многие агитационные плакаты Геббельса задействовали мотивы насилия; на одном из них полуодетый мужчина сокрушал политических оппонентов и символических врагов, например, «международную финансовую элиту». Пропаганда Геббельса называла оппонентов «ноябрьскими преступниками», «еврейскими политиканами» или «коммунистической угрозой». Поддержка партии в обществе продолжала нарастать, но 1932 год так и не принёс национал-социалистам парламентского большинства. Пытаясь стабилизировать положение дел в стране и улучшить экономическую обстановку, 30 января 1933 года Гинденбург назначил Гитлера рейхсканцлером.

## Министр пропаганды
30 января вечером по случаю назначения Гитлера на должность канцлера в Берлине состоялось факельное шествие СА, СС и «Стального шлема». Геббельс заявил о полумиллионе участников, тогда как иностранные наблюдатели сообщили о нескольких десятках тысяч. Поначалу Геббельс остался без министерского портфеля. Гитлер явно не хотел так скоро раздражать представителей консервативных кругов в своём правительстве и в первую очередь рейхспрезидента Гинденбурга. Поджог Рейхстага 27 февраля 1933 года партия обратила в свою пользу: поддавшись убеждению Гитлера, Гинденбург на следующий день издал Указ рейхспрезидента о защите народа и государства. Этот документ положил начало серии нормативно-правовых актов, которые уничтожили германскую демократию и привели к установлению диктатуры Гитлера.
В качестве рейхсляйтера по вопросам пропаганды Геббельс сосредоточился на подготовке к выборам в рейхстаг 5 марта 1933 года. Это были последние альтернативные парламентские выборы вплоть до поражения Германии во Второй мировой войне. Получив на выборах 43,9 % голосов, НСДАП не выполнила поставленной цели достичь абсолютного большинства. Несмотря на то что национал-социалистам удалось расширить представительство в рейхстаге, кардинального переворота во внутренней политической ситуации, которого ожидали лидеры партии, так и не произошло.
7 марта 1933 года на заседании правительства Гитлер предложил создать центральное учреждение для «широкой пропагандистской и просветительской работы» во избежание «политической летаргии». Через четыре дня речь уже шла о создании «министерства народного просвещения и пропаганды». 13 марта 1933 года Гитлер назначил Геббельса рейхсминистром народного просвещения и пропаганды, и, таким образом, тот стал самым молодым министром в правительстве. «Ну вот, трубач тоже хочет выбиться в люди», — якобы сказал Гинденбург, подписав на следующий день указ о назначении Геббельса.
Вскоре после этого министр сделал следующее заявление:

Министерство пропаганды не является административным учреждением. Это министерство для народа, и народ будет всегда иметь вход в него. В этом доме никогда не будет понятия бюрократии. Мы не управляем, мы работаем, причём мы работаем под постоянным контролем народа, и вся наша работа будет проводиться исключительно для народа в целом. Отсюда должны исходить большие импульсы. Есть два вида осуществления революции. Можно поливать противника огнём из пулемётов до тех пор, пока он не признает превосходства, которым обладают пулемётчики. Это более простой путь. Но можно также переделать нацию за счёт революции духа и тем самым не уничтожить, а даже привлечь противника на свою сторону. Мы, национал-социалисты, пошли по второму пути и продолжим его. Привлечь весь народ на сторону государства — вот наша самая главная задача в этом министерстве.— Müller G. W. Das Reichsministerium für Volksaufklärung und Propaganda. Berlin, 1940, S. 6.

Сожжение нацистами книг на Оперной площади в Берлине 10 мая 1933 года

Новое министерство, расположившееся напротив рейхсканцелярии, в двухсотлетнем Орденском дворце, должно было сосредоточить контроль над всеми сферами германской культурной и интеллектуальной жизни. Первым крупным мероприятием Геббельса на посту министра стал «День Потсдама», торжественная церемония по случаю созыва нового рейхстага, состоявшаяся 21 марта 1933 года. 1 апреля 1933 года Геббельс организовал бойкот еврейских фирм и магазинов. Вскоре были созданы законы, направленные на очернение и последующее исключение евреев из германского общества. Например, Закон о восстановлении профессионального чиновничества, принятый 7 апреля 1933 года, обязывал всех юристов и государственных служащих неарийского происхождения покинуть свои должности. За ним последовали законы, лишавшие евреев возможности осуществлять и другие виды профессиональной деятельности.
23 апреля Геббельс посетил родной город Рейдт, где был принят с почестями. Горожане выстроились вдоль центральной улицы, которая получила имя нового министра. День спустя он был объявлен почётным жителем. По инициативе министра пропаганды 1 мая был официально объявлен «Днём национального труда», первым государственным праздником рабочих. Он организовал огромное торжественное собрание на Темпельхофском поле в Берлине. На следующий день все профсоюзные организации страны были разогнаны силами СА и СС. Вскоре их заменил Германский трудовой фронт. «Мы господа Германии», — гласила запись в дневнике Геббельса от 3 мая. 10 мая министр выступил на организованной студенческим союзом церемонии сожжения книг на Оперной площади в Берлине.
Когда студенты обратились в министерство c инициативой провести «символический» акт сожжения вредных сочинений еврейских, марксистских и прочих «ненемецких» авторов, Геббельс поддержал его в принципе, но отнёсся к нему со смешанными чувствами, так как в студенческие годы учился у еврейских профессоров и восхищался ими. Видимо, по этой причине он долго тянул с ответом по поводу своего выступления. Сын Томаса Манна Голо, ставший свидетелем сожжения книг, вспоминал, что Геббельс произвёл на него тогда впечатление человека, который «не был в большом восторге от происходящего». Подобные театрализованные представления отвечали его натуре, однако в области культуры министр предпочитал бесшумные средства. Он составил списки «вредных и нежелательных сочинений» (5500 названий), а также списки неподходящих для молодёжи и библиотек печатных изданий (4000 названий), а с другой стороны — белые списки полезной для народа литературы (39000 названий). Он подверг чистке все библиотеки и превратил их из «ядовитых кухонь» в «кузницы духа». Он наладил контроль над издательствами, книготорговлей и библиотеками — вплоть до проката детективных романов в сигарных лавках.
4 октября 1933 года был принят «Закон о редакторах» (нем. Schriftleitergesetz), давший НСДАП возможность манипулировать прессой и благодаря этому формировать общественное мнение. Он обязывал журналистов работать «в соответствии с национал-социализмом как жизненной философией и концепцией государственного управления».
В конце июня 1934 года руководители СА и противники режима, в том числе Грегор Штрассер, были арестованы и убиты в ходе акции, названной впоследствии «Ночью длинных ножей». В широкомасштабной пропагандистской кампании на радио и в печати Геббельс обосновал и оправдал эти действия. 2 августа 1934 года скончался президент Гинденбург. Выступая по радио, Геббельс объявил о совмещении постов президента и канцлера. Таким образом Гитлер приобретал статус фюрера и рейхсканцлера.

### Работа в министерстве
В «Постановлении рейхсканцлера о задачах имперского министерства народного просвещения и пропаганды» от 30 июня 1933 года указывалось, что «министр народного просвещения и пропаганды отвечает за все задачи духовного воздействия на нацию, за агитацию в пользу государства, культуры и экономики, за просвещение отечественной и зарубежной общественности о ней и за управление всеми учреждениями, служащими этим целям». В соответствии с постановлением Гитлера министерство иностранных дел и министерство внутренних дел передали министерству Геббельса области, входившие ранее в поле их деятельности. Помимо народного просвещения и пропаганды, оно взяло на себя и задачи министерства культуры.
Министерство пропаганды состояло из семи отделов: административный и правовой (I), пропаганды (II), радиовещания (III), прессы (IV); кино (V), театра, музыки и искусства (VI) и противодействия (VII c подзаголовком «противодействие лжи внутри страны и за рубежом»). Новому государству «нужны молодые генералы и старые майоры», — Геббельс цитировал Наполеона. Поэтому он окружил себя некоторыми опытными чиновниками. Однако большинство сотрудников пришли из управления пропаганды и берлинского руководства гау. 90 % из них вступили в партию до 1933 года, каждый десятый был обладателем золотого партийного знака. Старые кадры должны были передать свой опыт молодым.

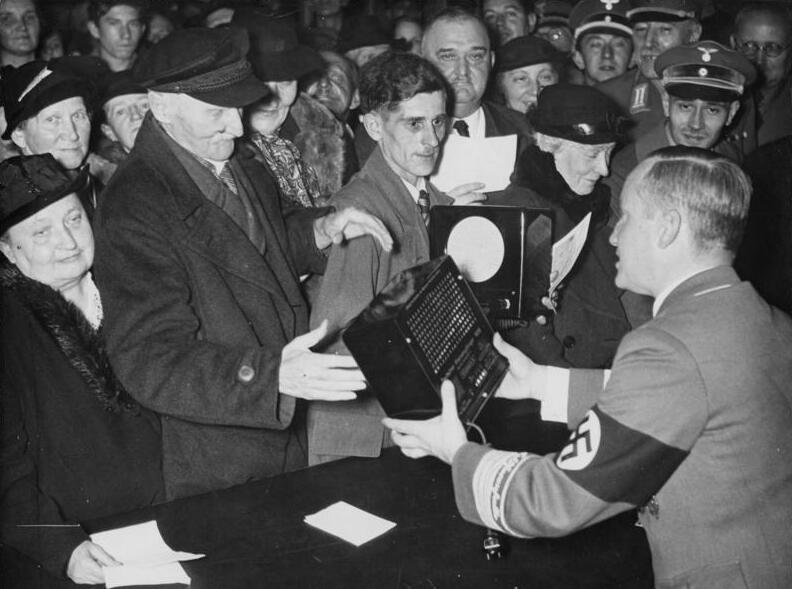
Малоимущие жители Берлина получают бесплатные радиоприёмники в день рождения Геббельса, октябрь 1938 года

22 сентября 1933 года был утверждён «Закон о создании Имперской палаты культуры», в основу которой лёг принцип организационного строения учреждённой в июле «временной кинопалаты». 15 ноября 1933 года в речи по случаю открытия Имперской палаты культуры Геббельс, объявивший себя президентом палаты, заявил: «Нам не нужна драматизированная программа партии. В качестве идеала мы представляем себе глубокую связь духа героического изображения жизни с вечными законами искусства».
Членство в палате, ставшей дополнительным контрольным органом, было обязательным для всех работников культуры. Она подразделялась на ряд отдельных палат — литературы, кино, музыки, театра, прессы, радиовещания и изобразительных искусств. Как и в случае Имперской палаты кинематографии, тот, кто не был членом палаты, не мог получить работу, а тот, кто считался неблагонадёжным, не мог стать её членом. Таким образом, любое инакомыслие в искусстве и в журналистике было подавлено. В дополнение к этому работники культуры должны были доказать чистоту арийского происхождения вплоть до 1800 года. Те из них, кто состоял в браке, должны были провести аналогичную процедуру для супругов. Члены любой из палат не имели права покидать страну по рабочим вопросам без разрешения руководства. Ни одна из книг не могла быть переиздана без разрешения недавно созданного комитета по литературной цензуре. Схожие правила применялись в отношении других видов искусства и развлечений. Цензуре подвергались даже выступления в кабаре. Не желая подвергаться столь жёстким ограничениям многие деятели искусства и интеллектуалы покинули страну, некоторые приспособились или ушли во внутреннюю эмиграцию.

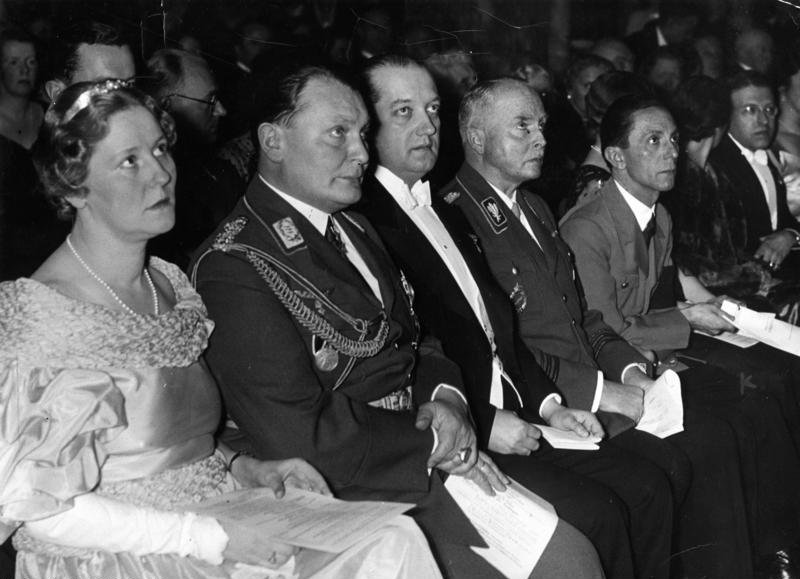
Эмми Зоннеманн, Герман Геринг, Йозеф Липски, Карл Эдуард, герцог Саксен-Кобург-Готский и Йозеф Геббельс на открытии Немецко-польского института. Февраль 1935 года

Геббельс часто повторял, что произнесённое слово имеет большее воздействие, чем напечатанное. Радио для него было важнейшим орудием пропаганды. «В двадцатом веке радио станет тем, чем печать была в девятнадцатом», — заявил он в своей речи 18 августа 1933 года. Радиовещание было централизовано и национализировано ещё в период Веймарской республики. После прихода к власти национал-социалистов девять региональных радиовещательных компаний передали свою долю министерству пропаганды, а земли — своё участие Имперской радиовещательной компании. В 1934 году практически все региональные радиовещательные компании были ликвидированы. Геббельс подстегнул производство дешёвых «народных радиоприёмников» (Volksempfänger), прозванных в народе «глоткой Геббельса». К 1938 году было продано около 10 млн аппаратов. В общественных местах, на заводах и в школах размещались репродукторы, позволявшие транслировать важные сообщения практически для всего населения страны.
Особое внимание Геббельс уделял кинематографу. Уже в своём первом выступлении перед кинематографистами в отеле «Кайзерхоф» 28 марта 1933 года он признался в том, что является «страстным поклонником немецкого киноискусства». Впоследствии он часто подчёркивал, что кинематографисты совершенно свободны в своей практической творческой деятельности, однако это не распространялось на содержательную сторону этой деятельности. Влияние различных контрольных инстанций — отдела кино министерства, имперской кинопалаты, кинокредитного банка, «рейхсфильмдраматурга», «рейхсфильминтенданта», цензуры — на процесс кинопроизводства, начиная с выбора темы до выпуска готового фильма на экран, было практически безграничным. Все престижные кинопроекты Геббельс контролировал лично — от заявки до монтажа. В 1937 году он вынудил Альфреда Гугенберга продать студию Universum Film AG (УФА) и тем самым сделал её государственным предприятием.

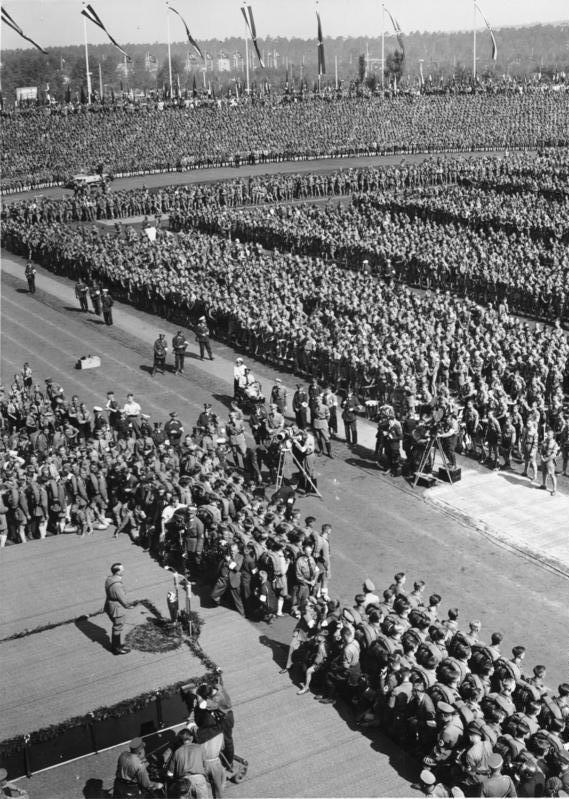
Гитлер был центральной фигурой Нюрнбергского съезда НСДАП, сентябрь 1934 года. Съёмочная группа Лени Рифеншталь расположилась напротив трибуны

Поставив под свой контроль киноиндустрию, летом 1937 года Геббельс занялся теми направлениями в живописи и скульптуре, которые «Национал-социалистическая культурная община» Альфреда Розенберга уже давно критиковала как «образчики культурбольшевизма» и которые он сам ещё несколько лет назад официально поддерживал: экспрессионизмом и абстракционизмом. Однако здесь ему пришлось подчиниться Гитлеру. Из музеев были конфискованы около 17 тыс. произведений искусства, объявленных «дегенеративными». Выставка дегенеративного искусства проходила в Мюнхене с июля по ноябрь 1937 года, а затем была показана в 12 городах рейха. Она приобрела необычайную популярность, до 1941 года её посетили более 2 млн человек. Около 6 тыс. картин, акварелей, рисунков были проданы за границу, а около 5 тыс. сожжены. Термин «дегенеративное искусство» стал применяться также в литературе, театре и музыке. Между тем Геббельс был неудовлетворён качеством национал-социалистического искусства. В январе 1933 года в своей речи по случаю дня рождения Хорста Весселя он заявил:

Мы, национал-социалисты, не придаём повышенного значения тому, что наши штурмовые отряды маршируют по сцене или на экране. Сфера их деятельности — улица. Однако если кто-либо подходит к решению национал-социалистических проблем в художественной сфере, он должен уяснить для себя, что и в этом случае искусство определяется не желанием, а мастерством. Национал-социалистическое мировоззрение не может восполнить художественные недостатки. Если какая-нибудь фирма подходит к изображению событий, связанных с деятельностью штурмовых отрядов или к национал-социалистической идее, то этот фильм должен обладать высокими художественными достоинствами.— Кино тоталитарной эпохи 1933—1945. — М.: Союз кинематографистов СССР, 1989, с. 17.

## Вторая мировая война
3 февраля 1933 года в своём первом выступлении перед верхушкой рейхсвера Гитлер заявил о необходимости перевооружения в нарушение Версальского договора и реализации программы завоевания жизненного пространства на Востоке. Геббельс был одним из наиболее восторженных сторонников агрессивной экспансионистской политики фюрера. В ходе ремилитаризации Рейнской области он сформулировал своё отношение к вопросу в дневнике: «Пришло время действовать. Фортуна любит смелых! Кто не осмеливается, тот не побеждает». Накануне Судетского кризиса 1938 года Геббельс снова и снова использовал пропаганду для того, чтобы дискредитировать чехословацкое правительство и подстегнуть поддержку судетских немцев. Вместе с тем, ему было хорошо известно, что Германия впадала в предвоенную панику — в этой связи с июля градус пропаганды был снижен. Когда западные государства согласились на условия Гитлера в отношении Чехословакии, Геббельс перенаправил мощь своего пропагандистского аппарата на Польшу. Стартовавшая в мае антипольская кампания основывалась на ложных сообщениях о зверствах в отношении этнических немцев в Данциге и других городах. Впрочем, ему не удавалось убедить германское большинство в необходимости войны. Наедине с собой он сомневался, что нападение на Польшу и неизбежная затяжная война с Британией и Францией является верным стратегическим решением.
После вторжения в Польшу в 1939 году Геббельс использовал министерство пропаганды и палату культуры для контроля за распространением информации внутри страны. К его несчастью, один из его конкурентов, министр иностранных дел Иоахим фон Риббентроп регулярно оспаривал полномочия Геббельса на ведение пропаганды за рубежом. Гитлер отказался чётко определить подведомственность, и министры до конца оставались соперниками. Геббельс не принимал участия в принятии решений военного характера и не посвящался в детали дипломатических переговоров.

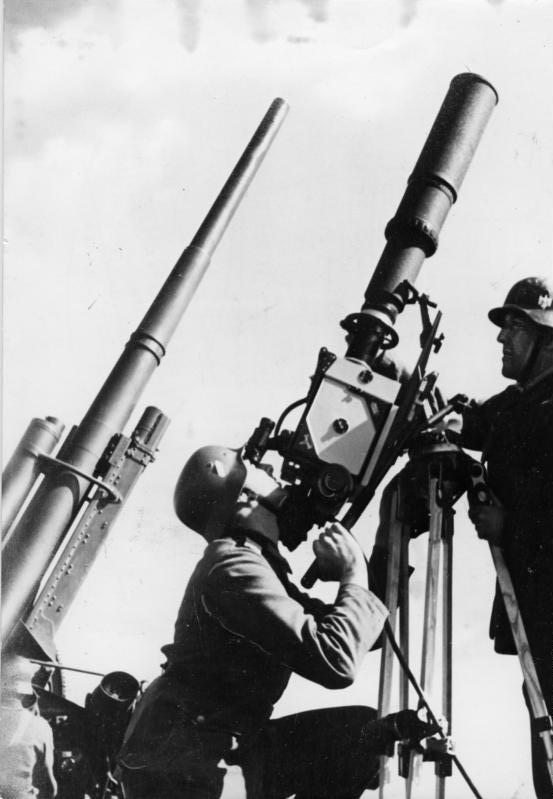
Хроникальная съёмка с телеобъективом, январь 1941 года

2 сентября 1939 года — на следующий день после начала Второй мировой войны — Геббельс наложил запрет на прослушивание зарубежных радиостанций. Распространение услышанных таким образом новостей могло караться смертной казнью. Радиовещание регулировалось до такой степени, что согласования требовал даже перечень транслируемой музыки. Во время войны Гитлер всё реже появлялся на публике и на радио, а Геббельс постепенно становился голосом режима. С мая 1940 года министр регулярно писал редакторские колонки в газете Das Reich. Идея этой новой газеты возникла ещё осенью 1939 года в ответ на упрёки в однообразии немецкой прессы и в поисках возможностей усилить пропаганду за рубежом. Практически все средства массовой информации, как в Германии, так и на оккупированных территориях, находились под контролем министерства пропаганды.
Геббельс считал радио самым эффективным средством пропаганды, «духовным орудием тотального государства», а вторым по эффективности для него был кинематограф. В военный период он увеличил производство чисто пропагандистских фильмов, в том числе антисемитской направленности, таких как «Еврей Зюсс», «Вечный жид», «Ротшильды». Многие из них были посвящены как подвигам прусской армии, так и текущим военным успехам вермахта. Тем не менее в процентном отношении доля чисто пропагандистских фильмов хоть и увеличилась, но была невелика. Главную задачу киноиндустрии Геббельс видел в создании развлекательных фильмов, поднимающих настроение. С конца 1942 года примерно 80 % фильмов и радиопередач производились в развлекательных целях, остальные 20 % были пропагандой.
Геббельс был убеждён, что чем больше работники тыла вовлечены в дело победы, тем сильнее их мотивация, поэтому он организовал кампанию по сбору зимней одежды и лыжного оборудования для солдат восточного фронта. В качестве гауляйтера Берлина он сталкивался с возраставшей недостачей жизненно необходимых благ, а также пива и табака, столь важных для поддержания боевого духа. Гитлер предлагал повысить концентрацию воды в пиве и снизить качество сигарет, чтобы увеличить объёмы их производства. Геббельс отказался от этой идеи, считая, что качество табачных изделий столь низко, что его дальнейшее ухудшение не представляется возможным. Он стремился поддерживать в обществе умеренный энтузиазм относительно военной ситуации, отказываясь от излишне оптимистичных и пессимистичных интонаций. Вермахт терпел одну военную неудачу за другой. В мае 1942 года Кёльн подвергся массированным бомбардировкам, в ноябре того же года союзники выиграли Второе сражение при Эль-Аламейне, а в феврале следующего вермахт потерпел сокрушительное поражение в Сталинградской битве. Пропаганда едва ли могла представить эти события в лучшем свете, население же всё сильнее уставало от войны и теряло уверенность в победе.
Всю вторую половину войны Геббельс был занят тем, что пытался расширить сферу своего влияния. В конце марта 1942 года министерство внутренних дел передало ему контроль и опеку над подверженными воздушным налётам территориями, а в ноябре 1943 года в соответствии с указом фюрера он создал центральную «инспекцию повреждений, причинённых воздушными налётами». Он считал её «чрезвычайно важной», хотя ещё важнее для него было бы назначение на пост министра внутренних дел, на которое он одно время очень надеялся.
В конце 1942 года на Геббельса готовилось покушение. Доктор Ганс-Генрих Куммеров, инженер «Loewe Radio», собирался заложить под мост, ведущий на остров Шваненвердер, бомбу с дистанционным управлением и под видом рыбака с лодки привести её в действие. Но покушение удалось предотвратить. Куммеров был арестован, приговорён к смерти и казнён. Дома Геббельса превратились в крепости, посетители министерства тщательно досматривались, а министр получил дополнительную охрану. На Рождество 1942 года Гитлер подарил ему бронированный Mercedes. О попытке покушения в прессе не сообщалось, так как слово «покушение» до 20 июля 1944 года было абсолютным табу. Геббельс считал, что такие понятия, если их использовать в печати, могли бы слишком легко навести людей на нежелательные мысли.
После поражения под Сталинградом Геббельс пытался в очередной раз убедить Гитлера изменить политический курс в отношении славянских народов, надеясь тем самым улучшить боевые условия для немецких солдат в Советском Союзе. В своём дневнике он писал: «…лозунг о том, что на Востоке мы боремся только с большевизмом, а не с русским народом, существенно облегчит там нашу борьбу». До середины февраля 1943 года Геббельс работал над соответствующей прокламацией на основе предложений генералитета. Однако Гитлер отверг инициативу министра пропаганды. Виновником этого был, как считал сам Геббельс, его личный враг Альфред Розенберг, который «не вовремя» обратился к Гитлеру с аналогичными предложениями.

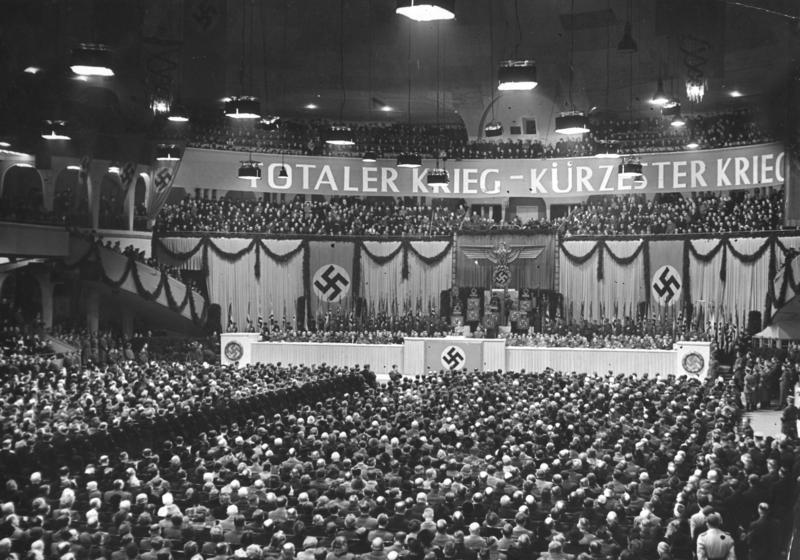
Речь о тотальной войне во Дворце спорта в Берлине, 18 февраля 1943 года

Геббельс пытался также убедить Гитлера в необходимости тотальной войны. Концепция предполагала закрытие не имеющих военного значения предприятий, привлечение женщин к труду и призыв на военную службу тех категорий мужчин, которые ранее были от неё освобождены. Часть указанных мер была воплощена в указе от 13 января, однако к неудовольствию Геббельса Геринг потребовал сохранения своих любимых берлинских ресторанов, а Ламмерс убедил Гитлера освободить от трудовых обязанностей женщин с детьми. Освобождение распространялось даже на тех матерей, которым был доступен сторонний уход за детьми. 30 января 1943 года Геббельс выступил с речью, посвящённой 10-летию со дня прихода к власти национал-социалистов. В ней он призвал к борьбе до победного конца и получил восторженный отклик аудитории, что уверило его в поддержке немцами идеи тотальной войны.
В стремлении создать «шедевр своего ораторского искусства» 14 февраля 1943 года Геббельс начал диктовать речь о тотальной войне, которую он в тот же вечер отредактировал, а в последующие дни несколько раз переработал. Выступление состоялось 18 февраля во Дворце спорта в Берлине. Геббельс страстно призывал публику к максимально возможному участию в войне, которую он представил как единственный способ устоять перед натиском большевиков и спасти немецкий народ от истребления. Выступление транслировалось по радио и было снято на киноплёнку. До некоторых пор усилия Геббельса не приносили плодов, поскольку Гитлер опасался идти против своего кабинета, хотя и поддерживал план министра пропаганды. В апреле 1943 года под Смоленском было обнаружено массовое захоронение польских офицеров, убитых в 1940 году сотрудниками НКВД в ходе Катынского расстрела. Используя эту информацию, Геббельс попытался поссорить СССР с его западными союзниками.

## Уполномоченный по тотальной военной мобилизации

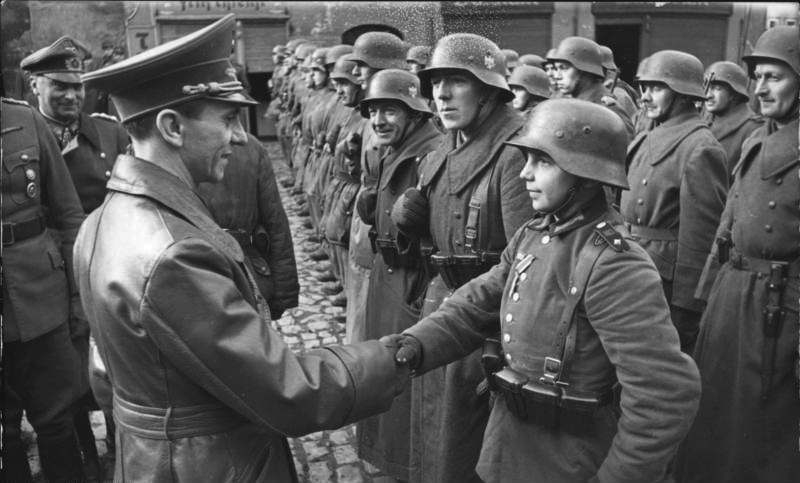
Геббельс награждает 16-летнего члена гитлерюгенда Вилли Хюбнера Железным крестом за оборону Лаубана, 9 марта 1945 года

После поражений вермахта в 1943 году — в рамках Сицилийской операции в июле и в Битве на Курской дуге в июле—августе — Геббельс признал, что эту войну уже не выиграть. В сентябре 1943 года после высадки союзных войск в Италии и последовавшего за ней низвержения Муссолини, он обсудил с Гитлером возможность сепаратного мира с Советским Союзом или Великобританией. Однако фюрер отверг оба предложения.
Военное и экономическое положение Германии продолжало ухудшаться, и 25 августа 1943 года министром внутренних дел вместо Вильгельма Фрика был назначен рейхсфюрер СС Генрих Гиммлер. Массированные бомбардировки Берлина и других немецких городов уносили жизни тысяч людей. Люфтваффе Геринга предприняли попытку возмездия, атаковав Лондон в начале 1944 года, однако Германия уже не располагала силами, достаточными для сколь бы то ни было ощутимого удара. В то время как пропаганда Геббельса предвещала мощный ответ союзникам, запуск крылатых ракет «Фау-1» по британским целям, начавшийся в середине июня 1944 года, не принёс ожидаемого эффекта. Только 20 процентов снарядов достигали цели. Чтобы мотивировать солдат, Геббельс пытался убедить их в том, что дальнейшие усовершенствования ракет могут существенно повлиять на исход войны. Тем временем союзники произвели высадку в Нормандии — 6 июня 1944 года антигитлеровская коалиция создала плацдарм во Франции.

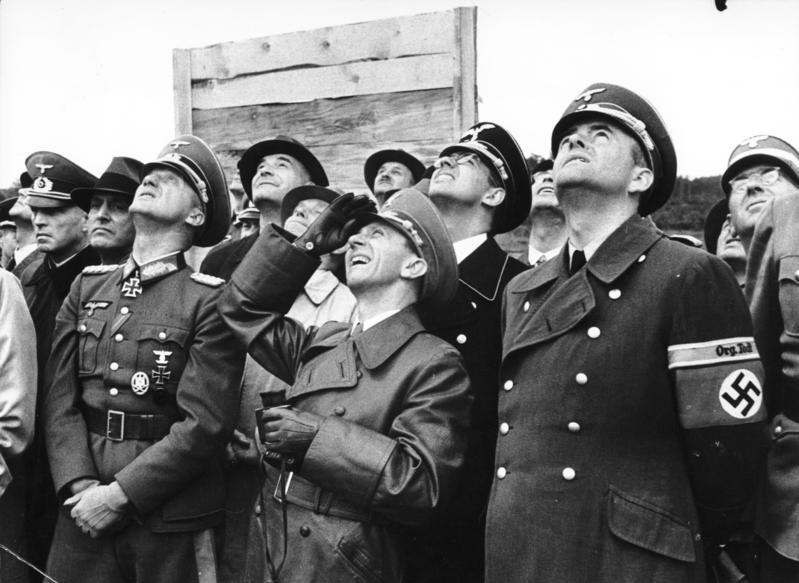
Геббельс (в центре) и министр вооружения и боеприпасов Альберт Шпеер (справа от Геббельса) наблюдают за испытаниями на полигоне Пенемюнде, август 1943 года

20 июля 1944 года решительные действия Геббельса во многом способствовали поражению заговора генералов. В результате 25 июля Гитлер назначил его уполномоченным по тотальной военной мобилизации. В этом качестве Геббельс мог всем отдавать приказы и тем самым стал вторым человеком в рейхе. Ему было предписано максимально увеличить кадровый состав вермахта и количество занятых в производстве вооружений и боеприпасов за счёт отраслей промышленности, не имевших критического значения для фронта. Геббельсу удалось высвободить для военной службы около полумиллиона человек. Поскольку многие из новобранцев до того работали в военно-промышленном комплексе, действия Геббельса вызвали его конфликт с министром вооружений Шпеером. Новые работники этой отрасли были лишены необходимой квалификации и с трудом вписывались в ситуацию. То же происходило и с рекрутами, которые ожидали обучения, находясь в казармах.
По распоряжению Гитлера 18 октября 1944 года были созданы отряды народного ополчения фольксштурм (дословно — народная буря), в которые призывались мужчины, ранее признанные непригодными для военной службы. Геббельс пишет в дневнике, что только в его гау к присяге приведены около 100 тысяч новобранцев. Призванные на службу граждане, преимущественно в возрасте от 45 до 60 лет, были недостаточно обучены, многие не были должным образом вооружены. В представлении Геббельса ополченцы должны были успешно противостоять советским танкам и артиллерии, на практике же это было невозможно. Призывная кампания была крайне непопулярна в обществе.

## Поражение и смерть
В последние месяцы войны речи и статьи Геббельса приобретали всё более апокалиптический характер. К началу 1945 года советские войска вышли на Одер, а западные союзники готовились форсировать Рейн. Министр пропаганды уже не мог отрицать неизбежность грядущего поражения. Берлин практически не располагал не только укреплениями и артиллерией, но и отрядами фольксштурма, так как большая их часть находилась на передовой. В записи дневника от 21 января Геббельс отмечает, что миллионы немцев бегут на запад. Он попытался обсудить с Гитлером вопросы подготовки мирного договора с западными союзниками, но снова получил отказ. Геббельс испытывал внутренние сомнения и избегал излишнего давления на фюрера, боясь утратить его доверие.
Если другие партийные руководители убеждали Гитлера покинуть Берлин и перенести центр сопротивления в Баварию как новый национальный редут, то Геббельс противился этой идее, предлагая дать героический последний бой в Берлине. Вся его семья за исключением сына Магды Харальда, служившего в люфтваффе и попавшего в плен к союзникам, расположилась в берлинском доме, где ожидала конца. Вполне вероятно, что в ходе долгой беседы ночью 27 января супруги обсуждали возможность самоубийства и судьбу шестерых детей. Глава семейства осознавал, каким образом остальной мир будет трактовать преступления режима, и не хотел подвергать себя тяготам судебного процесса.
Чтобы поднять Гитлеру настроение, Геббельс представил ему смерть Президента США Франклина Рузвельта 12 апреля как провидение. Неизвестно, действительно ли Гитлер видел в этом событии поворотный пункт войны. К тому времени Геббельс наконец получил столь желанное им положение правой руки фюрера. Геринг полностью дискредитировал себя в глазах главы государства, хотя и сохранял свои посты до 23 апреля. Гиммлер, чьё назначение командующим группой армий «Висла» привело к сокрушительному поражению на Одере, также оказался в опале. Большая часть приближённых Гитлера, в том числе Геринг, Гиммлер, Риббентроп и Шпеер, готовилась покинуть Берлин сразу после дня рождения фюрера 20 апреля. Даже Борман не собирался принять смерть вместе с Гитлером.
17 апреля Геббельс выступил на последнем собрании сотрудников министерства: «Господа, пройдёт сто лет, и на экранах будут показывать цветной фильм о жестоких временах, которые мы переживаем. Не хотите ли вы сыграть в этом фильме? Держитесь, чтобы будущая публика не высмеяла и не освистала вас, когда вы появитесь на экране!» По свидетельству одного из сотрудников, на собрании присутствовали около пятидесяти человек; министр покинул зал с бледным лицом и сияющими глазами, а оставшиеся не могли понять, что всё это значит и как им себя вести. Ночью 18 апреля Геббельс сжёг свои личные бумаги. 19 апреля, накануне дня рождения Гитлера, он произнёс свою последнюю речь по радио и попытался внушить слушателям надежду, но его слова невольно звучали как прощание человека, ожидающего скорой смерти рядом со своим фюрером.
22 апреля на оперативном совещании Гитлер объявил, что останется в Берлине и застрелится, если город не удастся удержать. В тот же день Геббельс вместе с семьёй переехал из городской квартиры в верхний бункер, сообщавшийся с нижним фюрербункером, который располагался под садом Имперской канцелярии в Берлине. Он поведал вице-адмиралу Гансу-Эриху Фоссу, что мысль сдаться или сбежать его не занимает.
29 апреля около 1 часа ночи, когда советские войска всё ближе подходили к рейхсканцелярии, Гитлер сочетался браком с Евой Браун. После церемонии был устроен скромный свадебный завтрак. Затем фюрер пригласил секретаря Траудль Юнге в отдельную комнату, где продиктовал ей своё завещание. В 4 часа утра Геббельс, Борман, генералы Бургдорф и Кребс подписали его в качестве свидетелей. В завещании Гитлер не назвал своего преемника ни на посту фюрера, ни во главе партии. Вместо этого он назначил Геббельса рейхсканцлером, гроссадмирала Карла Дёница, который находился во Фленсбурге на границе с Данией, — рейхспрезидентом, а Бормана — министром по делам партии. Затем Геббельс продиктовал секретарше приложение. Плача он заявил, что впервые в жизни вынужден отказаться подчиниться прямому приказу своего фюрера. Гитлер потребовал от него покинуть Берлин. Однако он намеревался «рядом с фюрером положить конец жизни, которая больше не имеет никакой ценности для меня лично, если я не смогу использовать её на службе фюреру и рядом с ним».
30 апреля в середине дня Гитлер покончил жизнь самоубийством. Его суицид вверг Геббельса в глубокую депрессию. В своих показаниях на допросе в Смерше Фосс привёл его слова: «…Очень жаль, что такого человека не стало среди нас. Но ничего не поделаешь. Для нас теперь всё проиграно, и это единственно возможный путь исхода, по которому пошёл Гитлер. Я последую его примеру».
1 мая Геббельс подписал единственный официальный документ в должности канцлера: он продиктовал письмо Верховному Главнокомандующему Вооружёнными Силами СССР и приказал генералу Кребсу доставить его в командный пункт 8-й гвардейской армии, которая вела наступление на центр Берлина. В письме Геббельс сообщил Сталину о смерти Гитлера и просил его о прекращении огня. Однако Москва настаивала на безоговорочной капитуляции. После провала переговоров Геббельс наконец решил сообщить адмиралу Дёницу о смерти Гитлера. «Передайте Дёницу, что мы умели не только жить и бороться, но и умереть», — якобы сказал он личному пилоту Гитлера Гансу Бауру.
Вице-адмирал Фосс так описывал последнюю встречу с Геббельсом: «При прощании я просил Геббельса, чтобы он пошёл вместе с нами. На что он мне ответил: „Капитан не должен покидать потопающего корабля. Я всё обдумал и решил остаться здесь, мне некуда идти, во-первых, потому, что с маленькими детьми я всё равно не пройду, тем более с такой ногой, как моя. Я для вас буду только обузой. Буду оставаться здесь до последнего“».

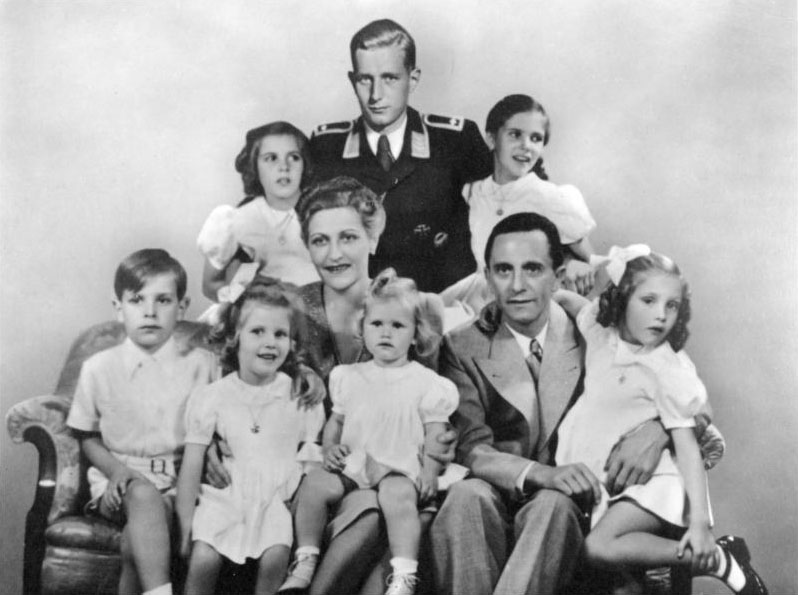
Семья Геббельса. 1 января 1944 года. Снимок отредактирован: на нём присутствует приёмный сын Геббельса Харальд Квандт, в тот момент находившийся на фронте

1 мая 1945 года примерно в 20 часов 40 минут Гельмут Густав Кунц, адъютант главного врача санитарного управления СС, по просьбе Магды Геббельс сделал её шестерым детям инъекцию морфина. Затем, по всей вероятности, она сама в присутствии оберштурмбаннфюрера СС Людвига Штумпфеггера раздавила у них во рту ампулы с цианидом, которые в своё время дал ей профессор Тео Морелль, личный врач Гитлера. Подробности смерти Йозефа Геббельса и его супруги Магды уже никогда не удастся узнать. Достоверно известно, что между 21:30 и 22:00 они отравились цианидом. Историкам так и не удалось выяснить, смог ли Геббельс одновременно выстрелить себе в голову. Во всяком случае, в советском акте о вскрытии трупа об этом ничего не сказано. Открытым также остаётся вопрос, умерли ли они в бункере или перед запасным выходом, где 2 мая 1945 года около 17 часов советские военные нашли их полуобгоревшие трупы.
После опознания трупы Геббельса, его жены и детей вместе с трупами Гитлера, Евы Браун и генерала Кребса были захоронены по месту дислокации отдела контрразведки Смерш 3-й ударной армии — сначала в берлинском районе Бух, затем в городах Финов, Штендаль, Ратенов и, наконец, Магдебург. В акте от 21 февраля 1946 года, подписанном начальником Смерш 3-й ударной армии, говорилось: «В районе гор. Ратенов была вскрыта яма с трупами Гитлера, Браун, Геббельсов и их детей и генерала Крипс (так в оригинале)… Все перечисленные трупы находятся в полуистлевшем состоянии в деревянных ящиках и в таком виде были доставлены в гор. Магдебург, в расположение отдела контрразведки СМЕРШ армии и вновь закопаны в яме на глубине 2-х метров во дворе дома № 36 по улице Вестендштрассе».
13 марта 1970 года председатель КГБ СССР Юрий Андропов направил генеральному секретарю ЦК КПСС Леониду Брежневу секретное письмо с предложением уничтожить останки, так как военный объект подлежал передаче немецким властям. 16 марта предложение было одобрено, а 26 марта Андропов утвердил план совершенно секретной операции «Архив». В ночь с 4 на 5 апреля 1970 года оперативная группа особого отдела КГБ по 3-й армии вскрыла захоронение во дворе дома 36 по Клаузенерштрассе (бывшей Вестендштрассе). 5 апреля останки были вывезены в район учебного полигона, измельчены и сожжены. Пепел был развеян возле одного из притоков Эльбы.

## Антисемитизм иХолокост

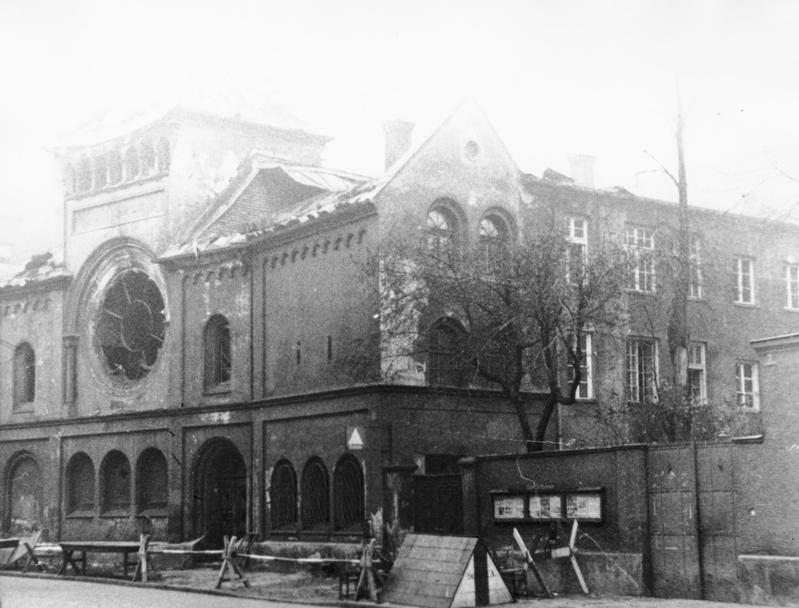
Синагога в Мюнхене, разрушенная в ходе Хрустальной ночи, ноябрь 1938 года

По утверждению историка Петера Лонгериха, Геббельс придерживался антисемитских взглядов с раннего возраста. После вступления в НСДАП и встречи с Гитлером его антисемитизм усилился и принял более радикальные формы. Он начал воспринимать евреев как разрушительную силу, отрицательно влиявшую на немецкое общество. Историк Гельмут Хайбер выдвигает другую точку зрения: «Геббельс не был антисемитом в смысле своего фюрера. Вражду к евреям он приобрёл вместе с партийным билетом и использовал её в качестве подручного инструмента». Однако он так и не стал метафизическим антисемитом типа Гитлера. Его высшей ступенью была «интеллектуальная борьба» против «пластического демона разложения». Кристиан Т. Барт, автор книги «Геббельс и евреи», приходит к выводу, что антисемитизм Геббельса представлял собой «смесь идеологически фанатичных и политически прагматичных элементов».
После прихода национал-социалистов к власти он неоднократно призывал Гитлера к принятию мер против еврейского населения. Несмотря на свой крайний антисемитизм, он негативно отзывался о расовом материализме и научном расизме. Идеологию Гиммлера он считал «во многом безумной», а теории Альфреда Розенберга называл смехотворными.
Одной из целей национал-социалистической партии было исключение евреев из германской культурной и политической жизни, впоследствии — их изгнание из страны. В дополнение к пропагандистской деятельности Геббельс выступал за воздействие на евреев путём погромов, законодательства и иных средств. Дискриминационные меры, установленные им в Берлине на заре режима, включали запрет на использование евреями общественного транспорта и маркировку еврейских магазинов.
В ноябре 1938 года молодой еврей убил в Париже германского дипломата Эрнста фом Рата. В ответ Геббельс распорядился опубликовать в прессе подстрекательские антисемитские материалы, которые привели к погрому. По всей Германии евреи подвергались нападениям, синагоги поджигались. Ситуация усугубилась после речи Геббельса на партийной встрече ночью 8 ноября, где он косвенно призывал членов партии инспирировать дальнейшее насилие, маскируя его под спонтанные акции немецкого населения. В ходе так называемой «Хрустальной ночи» по меньшей мере сто евреев были убиты, несколько сотен синагог опустошены или сожжены, тысячи еврейских магазинов разгромлены. Около 30 тысяч еврейских мужчин были направлены в концентрационные лагеря. Погромы прекратились после конференции 12 ноября, когда Геринг указал, что уничтожение еврейской собственности по сути дела является уничтожением германской собственности, так как предполагалась её дальнейшая конфискация.
Геббельс продолжал антисемитскую кампанию, кульминацией которой стало подготовленное при его участии выступление Гитлера в Рейхстаге 30 января 1939 года:

…если международному финансовому еврейству в Европе и вне её снова удастся втравить народы в ещё одну мировую войну, следствием будет не большевизация земли и победа еврейства, а уничтожение еврейской расы в Европе.
По состоянию на 1940 год в Берлине проживали 62 тысячи евреев. 18 августа 1941 года на встрече с Гитлером Геббельс настаивал на скорейшем решении «еврейского вопроса», и тот обещал ему как можно быстрее выделить транспорт для депортации берлинских евреев на Восток. 5 сентября 1941 года он обязал берлинских евреев носить жёлтую звезду. Их депортация началась 18 октября 1941 года. По прибытии в такие города, как Рига или Каунас, многие из них были незамедлительно расстреляны. 6 марта 1942 года Геббельс получил копию протокола Ванзейской конференции. Документ конкретизировал политику национал-социалистов в отношении евреев: всё еврейское население Европы должно было быть отправлено в лагеря смерти на территории оккупированной Польши и убито. Дневники Геббельса того периода однозначно указывают на то, что он знал о судьбе евреев. 27 марта 1942 года он записал, что 60 процентов населения, вероятно, может быть уничтожено, остальные 40 процентов будут привлечены к труду. Этот «приговор» он счёл «варварским, но совершенно заслуженным».
Судьбу еврейства Геббельс и Гитлер обсуждали почти при каждой встрече. На протяжении всего процесса уничтожения евреев Геббельсу было о нём известно, и он полностью поддерживал это решение. Он был одним из немногих нацистских лидеров, делавших это публично.

## Семья

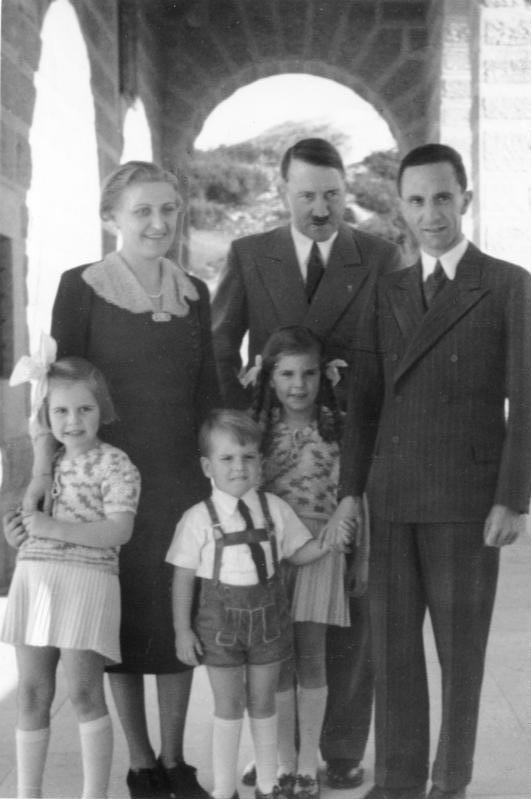
Примирённая чета Геббельс с Гитлером, санкционировавшим этот снимок. Берхтесгаден, 23 октября 1938 года

Гитлер очень любил общество Магды Геббельс и её детей. В их берлинской квартире ему удавалось расслабиться. Магда состояла в близких отношениях с фюрером, став одной из немногих его подруг. Она также была неофициальным представителем режима и получала письма от женщин со всех уголков страны. Они интересовались её мнением по семейным вопросам, в частности о воспитании детей.
В 1936 году Геббельс познакомился с чешской актрисой Лидой Бааровой, и зимой следующего года между ними разгорелся бурный роман. 15 августа 1938 года у Магды был длительный разговор на эту тему с Гитлером. Не желая поднимать скандал с участием одного из его ключевых министров, Гитлер потребовал от Геббельса прекратить отношения с Бааровой. Йозеф и Магда тогда примирились, но лишь до конца сентября, после чего произошла новая ссора, в которую вновь вмешался Гитлер, настояв на сохранении брака. В октябре он организовал съёмку подлежащих публикации фотографий примирённой семьи со своим участием. Магда также вступала в отношения с другими мужчинами — Куртом Людеке в 1933 году и Карлом Ханке в 1938 году.
Имена всех детей Геббельсов начинались с одинаковой буквы. Семейство включало сына Магды от первого брака Харальда Квандта (1921—1967), Хельгу (р. 1932), Хильду (р. 1934, отставала в умственном развитии), Хельмута (р. 1935), Хольду (р. 1937), Хедду (р. 1938), и Хайду (р. 1940). Харальд был единственным членом семьи, пережившим войну.

## Дневник Геббельса
С октября 1923 года по апрель 1945 года Йозеф Геббельс вёл дневник — всего 6783 рукописных и 36 тысяч машинописных страниц. В ноябре 1944 года он распорядился перевести все записи, как рукописные, так и машинописные, на фотопластинки. В конце войны эти три варианта дневника — тетради, машинописные страницы и фотопластинки — находились в различных местах: в бункере рейхсканцелярии, где Геббельс провёл свои последние дни, частично в его берлинской квартире, где тексты переводили на фотопластинки, и недалеко от посёлка Михендорф под Потсдамом, где фотопластинки были закопаны по распоряжению министра.
Часть рукописных дневников была обнаружена советскими солдатами 3 мая 1945 года в «фюрербункере». Старший лейтенант Л. Ильин нашёл в кабинете Геббельса два чемодана с документами. Среди них находились с десяток густо исписанных толстых тетрадей. Дневниковые записи начинались в 1932 году, последняя запись была датирована 8 июля 1941 года. По свидетельству Е. М. Ржевской, которой тогда пришлось разбирать документы, советское командование решило, что дневники не имеют никакой пользы, и ими не стоит заниматься. До 1949 года тетради находились у И. В. Сталина. В 1955 году Ржевская впервые рассказала о дневниках в «Записках военного переводчика», опубликованных в журнале «Знамя».
Две тетради, найденные якобы недалеко от «фюрербункера» в ноябре 1945 года, попали в руки американцев. Одна из них находится сегодня в Гуверовском институте, другая утеряна. Местонахождение остальных восьми тетрадей до сих пор неизвестно.
В Западной Германии различные фрагменты дневника публиковались в 1948, 1960 и 1977 годах. В 1969 году СССР передал часть дневника на микрофильмах ГДР, тогда же в развалинах бункера были найдены примерно 20 тысяч машинописных страниц. В 1972—1973 годах ГДР продала эти документы ФРГ. Все рукописные фрагменты легли в основу четырёхтомного издания, опубликованного доктором Элькой Фрёлих по заказу Института современной истории в Мюнхене в 1987 году.
В 1992 году в Центральном государственном Особом архиве в Москве (сегодня Российский государственный военный архив) был обнаружен дневник Геббельса на фотопластинках. В результате между 1992 и 2005 годами вышло ещё одно издание дневника в 29 томах. В нём содержится 98 % текстов, написанных или надиктованных Геббельсом. С точки зрения многих историков, дневник Геббельса является важнейшим источником для изучения национал-социализма. Он представляет собой хоть и субъективное, но достоверное, частное и в высшей степени выразительное свидетельство, которое может помочь прояснить многие открытые вопросы относительно периода национал-социализма.
В России книга «Геббельс Йозеф. Дневники 1945 года. Последние записи» решением Миякинского районного суда Республики Башкортостан от 13 января 2011 года включена в федеральный список экстремистских материалов и запрещена.

## Правила пропаганды Геббельса
«Секрет пропаганды» Геббельс раскрыл в своём выступлении перед интендантами и директорами радиокомпаний 25 марта 1933 года:

Я не согласен с тем, что пропаганда является чем-то низкопробным, ведь мы сегодня не сидели бы в министерских креслах, если бы не были великими художниками пропаганды. И мы не проиграли бы войну, если бы немного лучше владели искусством пропаганды. Вот в чём состоит секрет пропаганды: того, кого хочешь подвергнуть пропаганде, надо насквозь пропитать идеей пропаганды так, чтобы он даже не заметил, что он ею пропитан.
Вильфрид фон Овен, один из референтов Геббельса в последние годы войны, со ссылкой на «Майн кампф» Гитлера, а также «Психологию народов и масс» Гюстава Лебона, составил следующий «декалог пропаганды» своего шефа:
1. Пропаганда всегда является лишь средством, а не целью.
2. Пропаганда может и должна, особенно во время войны, отказаться от гуманизма и эстетики, как бы высоко мы их ни ценили, так как в борьбе народа речь идёт ни о чём другом, как о его бытии.
3. Пропаганда является «воистину грозным» оружием в руках знатока.
4. Пропаганда должна вестись как можно более метко и тем самым успешно, так как — по Мольтке — в войну самым гуманным методом является тот, который быстрее всего достигает своей цели.
5. Пропаганда всегда обращена только к массам, а не к интеллигенции, поэтому её уровень должен ориентироваться на способности восприятия самых ограниченных среди тех, на кого она должна повлиять.
6. Пропаганда должна воздействовать больше на чувство, чем на разум, так как масса в сущности имеет женственный характер, поэтому чувства доходчивей размышлений.
7. Пропаганда должна не развлекать, а быть средством достижения политической цели. Поэтому развлечение является смертельным врагом её успеха.
8. Пропаганда должна ограничиться минимумом и повторять это постоянно. Настойчивость является важной предпосылкой её успеха.
9. Пропаганда не может быть объективной, она должна быть принципиально субъективно односторонней.
10. Пропаганда не имеет абсолютно ничего общего с правдой[286].

«Может быть, в сознании потомков от Йозефа Геббельса останется лишь ставшее стереотипом дискредитации имя», — пишет его биограф Гельмут Хайбер. Сравнение того или иного лица с Геббельсом имеет негативный смысл. Часто к нему прибегают, чтобы дискредитировать политического противника. Под «геббельсовской пропагандой» подразумевают подстрекательство, провокацию, завуалированную ложь, под «геббельсовскими методами пропаганды» — искажение фактов или ловкое сочетание фактов и лжи. Отличительной чертой этой пропаганды является то, что она не просто манипулирует общественным мнением, а создаёт его, превращаясь в инструмент социального контроля.

## Сочинения Геббельса

### Опубликованные тексты
- Joseph Goebbels. Das kleine abc des Nationalsozialisten. Freiheit und Brot!. — Elberfeld: Verlag der Arbeitsgemeinschaft Nordwest, 1925.
- Joseph Goebbels. Die zweite Revolution. Briefe an Zeitgenossen. — Zwickau: Streiter-Verlag, 1926.
- Joseph Goebbels. Lenin oder Hitler? Eine Rede gehalten am 19. Februar 1926 im Opernhaus in Königsberg i. Pr. — Zwickau: Streiter-Verlag, 1926.
- Joseph Goebbels. Wege ins Dritte Reich. Briefe und Aufsätze für Zeitgenossen. — München: Franz-Eher-Verlag, 1927.
- Joseph Goebbels. „Der Nazi-Sozi“ – Fragen und Antworten für den Nationalsozialisten. — Elberfeld: Verlag der Nationalsozialistischen Briefe, 1927.
- Joseph Goebbels, Hans Herbert Schweitzer. Das Buch Isidor. Ein Zeitbild voll Lachen und Haß. — München: Franz-Eher-Verlag, 1928.
- Joseph Goebbels. Michael. Ein deutsches Schicksal in Tagebuchblättern. — München: Franz-Eher-Verlag, 1929.
- Joseph Goebbels, Hein Schlecht. Revolution der Deutschen – 14 Jahre Nationalsozialismus (Reden). — Oldenburg: Verlag Gerhard Stalling[нем.], 1933.
- Joseph Goebbels. Reden aus Kampf und Sieg – „Goebbels spricht“. — Oldenburg: Verlag Gerhard Stalling, 1933.
- Joseph Goebbels. Vom Kaiserhof zur Reichskanzlei. Eine historische Darstellung in Tagebuchblättern (vom 1. Januar 1932 bis zum 1. Mai 1933). — München: Franz-Eher-Verlag, 1934.
- Joseph Goebbels. Signale der neuen Zeit. 25 ausgewählte Reden. — München: Franz-Eher-Verlag, 1934.
- Joseph Goebbels, Hella Koch-Zeuthen. Das erwachende Berlin. — München: Franz-Eher-Verlag, 1934.
- Joseph Goebbels. Kommunismus ohne Maske. Dr. Goebbels auf dem Reichsparteitag 1935. — Berlin: M. Müller & Sohn, 1935.
- Joseph Goebbels, Hans Schwarz van Berk. Der Angriff. Aufsätze aus der Kampfzeit. — München: Franz-Eher-Verlag, 1934.
- Joseph Goebbels, Georg-Wilhelm Müller. Wetterleuchten. Aufsätze aus der Kampfzeit. — München: Franz-Eher-Verlag, 1939.
- Joseph Goebbels. Die Zeit ohne Beispiel. Reden und Aufsätze aus den Jahren 1939/40/41. — München: Franz-Eher-Verlag, 1941.
- Joseph Goebbels. Das eherne Herz. Reden und Aufsätze aus den Jahren 1941/42. — München: Franz-Eher-Verlag, 1943.
- Joseph Goebbels. Der steile Aufstieg. Reden und Aufsätze aus den Jahren 1942/43. — München: Franz-Eher-Verlag, 1943.

### Неопубликованные тексты
- Лирические стихотворения. С благодарностью посвящаются господину профессору Рентропу, моему глубокоуважаемому учителю (без даты, рукопись)
- Вильгельм Раабе (7 марта 1916, рукопись)
- Весна и я и ты! Песни о весне и любви (без даты, рукопись)
- Посланник (Ленау). Путевой очерк (без даты, рукопись)
- Материнская молитва. Военная идиллия (без даты, рукопись)
- Странствующий ученик, беспутный малый. Новелла из студенческой жизни Йозефа Геббельса. Моему дорогому денщику Карлу Хайнцу Кельшу (лето 1917, рукопись)
- Те, кто любит солнце… (лето 1917, рукопись)
- Теодор Шторм как лирик. К 100-летию со дня рождения 14 сентября 1917 года (рукопись)
- Из полузабытых бумаг. Памяти Эрнста Хайненса (22 февраля 1924, рукопись)
- Цыганская кровь (новелла, зима 1917-18, рукопись)
- Сказочная баллада (новелла, 1918, рукопись)
- Рождественские колокола отшельника (24 декабря 1918, рукопись)
- Иуда Искариот (драма, 1918, рукопись)
- Генрих Кемпферт (драма, 1919, рукопись)
- Борьба рабочего класса (фрагмент драмы, 1919, рукопись)
- Юные годы Михаэля Формана (сентябрь 1919, рукопись)
- Семя (драма, 1920, рукопись)
- Вильгельм фон Шютц как драматург. К вопросу об истории романтической школы (диссертация, 1921)
- Странник (драма, 1923—1927)

### Дневники
- Louis P. Lochner (Hrsg.): Goebbels Tagebücher aus den Jahren 1942—1943. Mit anderen Dokumenten. Atlantis, Zürich 1948.
- Helmut Heiber (Hrsg.): Das Tagebuch von Joseph Goebbels 1925—1926. Mit weiteren Dokumenten. Deutsche Verlags-Anstalt, Stuttgart 1960.
- Rolf Hochhuth (Hrsg.): Joseph Goebbels Tagebücher 1945. Die letzten Aufzeichnungen. Hoffmann und Campe, Hamburg 1977.
- Elke Fröhlich (Hrsg.): Die Tagebücher von Joseph Goebbels. Sämtliche Fragmente in 4 Bänden. K. G. Saur, München 1987.
- Elke Fröhlich (Hrsg.): Die Tagebücher von Joseph Goebbels. K. G. Saur, München.
  - Teil I: Aufzeichnungen 1923—1941. 14 Bde. 1997—2005.
  - Teil II: Diktate 1941—1945. 15 Bde. 1993—1996.
  - Teil III: Register 1923—1945. 3 Bde. 2007—2008.
- Ralf Georg Reuth (Hrsg.): Joseph Goebbels. Die Tagebücher 1924—1945, 5 Bände, Piper, München und Zürich 1992.

### На русском языке
- Геббельс Й. Дневники 1945 года. Последние записи. — Смоленск: Русич, 1993. — 412 с. — ISBN 5-88590-076-0. (Решением Миякинского районного суда Республики Башкортостан от 13.01.2011 книга включена в федеральный список экстремистских материалов и запрещена на территории РФ.)
- Агапов А. Б. Дневники Йозефа Геббельса. «Прелюдия Барбароссы». — М.: Палеотип, 2002. — 446 с. — ISBN 5-94727-013-7.
- Агапов А. Б. Дневники Йозефа Геббельса. Тотальная война (июнь-август 1944). — М.: Дашков и Ко, 2013. — 498 с. — ISBN 978-5-394-02179-4.
- Геббельс Й. Михаэль. Германская судьба в дневниковых листках. — М.: Алгоритм, 2013. — 272 с. — ISBN 978-5-4438-0215-2. (Решением Басманного районного суда г. Москвы от 22.10.2013 и апелляционным определением Судебной коллегии по гражданским делам Московского городского суда от 22.01.2014 книга внесена в федеральный список экстремистских материалов и запрещена на территории РФ.)

## Геббельс в кино
- «Признания нацистского шпиона[англ.]» (США, 1939), режиссёр Анатоль Литвак, в роли Геббельса Мартин Кослек (в титрах не указан)
- «Великий диктатор» (США, 1940), режиссёр Чарльз Чаплин, в роли д-ра Горбича (явная аллюзия на Геббельса) Генри Дэниелл
- «Эта жуткая неприятность» (США, 1943), режиссёр Гленн Трайон, в роли Геббельса Чарльз Роджерс
- «Враг женщин» (США, 1944), режиссёр Альфред Цайслер, в роли Геббельса Вольфганг Цильцер (в титрах Пауль Андо)
- «Банда Гитлера[англ.]» (США, 1944), режиссёр Джон Фэрроу, в роли Геббельса Мартин Кослек
- «Падение Берлина» (СССР, 1949), режиссёр Михаил Чиаурели, в роли Геббельса Николай Петрункин
- «Последний акт» (ФРГ—Австрия, 1955), режиссёр Георг Вильгельм Пабст, в роли Геббельса Вилли Краузе
- «Это произошло 20 июля» (ФРГ, 1955), режиссёр Георг Вильгельм Пабст, в роли Геббельса Вилли Краузе
- «Эрнст Тельман — вождь своего класса» (ГДР, 1955), режиссёр Курт Метциг, в роли Геббельса Ханс Штурман
- «Гитлер» (США, 1962), режиссёр Стюарт Хайслер, в роли Геббельса Мартин Кослек
- «Путч Рёма[нем.]» / Der Röhm-Putsch (1967, ФРГ) режиссёр Гюнтер Греверт[нем.], в роли Геббельса Вильфрид Клаус[нем.]
- «Весна для Гитлера» (США, 1967), режиссёр Мел Брукс, в роли Геббельса Дэвид Патч
- «Щит и меч» (СССР, 1968), режиссёр Владимир Басов, в роли Геббельса Владимир Горелов
- Освобождение (киноэпопея) (СССР, 1968—1972), режиссёр Юрий Озеров, в роли Геббельса Хорст Гизе[нем.]
- «На пути в Берлин» (СССР, 1969), режиссёр Михаил Ершов, в роли Геббельса Сергей Чернов
- «Наковальня или молот» (Болгария—ГДР—СССР, 1972), режиссёр Христо Христов, в роли Геббельса Хорст Гизе
- «Гитлер: Последние десять дней» (Великобритания—Италия, 1973), режиссёр Эннио Де Кончини, в роли Геббельса Джон Беннет
- «Дни предательства» (ЧССР, 1973), режиссёр Отакар Вавра, в роли Геббельса Фред Александер
- «Солдаты свободы» (СССР-Болгария-Венгрия-ГДР-Польша-Румыния-ЧССР, 1977), режиссёр Юрий Озеров, в роли Геббельса Хорст Гизе
- «Девушка твоей мечты» (Испания, 1998), режиссёр Фернандо Труэба, в роли Геббельса Йоханнес Зильбершнайдер
- «Молох» (Россия, 1999), режиссёр Александр Сокуров, в роли Геббельса Ирина Соколова (в титрах Леонид Сокол)
- «Геббельс и Гедульдиг» (Германия, 2001), режиссёр Кай Вессель, в роли Геббельса/Гедульдига Ульрих Мюэ
- «„Еврей Зюсс“ – фильм как преступление?» (Германия, 2001), режиссёр Хорст Кёнигштайн[нем.], в роли Геббельса — Йоханнес Зильбершнайдер[нем.]
- Непобедимый (США, Германия, Ирландия, Великобритания, 2001), события фильма разворачиваются в 1932 году в Берлине
- «Гитлер: Восхождение дьявола» (Канада, 2003), режиссёр Кристиан Дюгей, в роли Геббельса Джастин Салинджер
- «Розенштрассе» (Германия, 2003), режиссёр Маргарета фон Тротта, в роли Геббельса Мартин Вуттке
- «Бункер» (Германия, 2004), режиссёр Оливер Хиршбигель, в роли Геббельса Ульрих Маттес
- «Штауффенберг» (Германия, 2004), режиссёр Йо Байер, в роли Геббельса Олли Диттрих
- «Мой фюрер, или Самая правдивая правда об Адольфе Гитлере», (Германия, 2007), режиссёр Дани Леви, в роли Геббельса Сильвестр Грот
- «Операция „Валькирия“» (США, 2008), режиссёр Брайан Сингер, в роли Геббельса Харви Фридман"
- «Бесславные ублюдки» (США—Германия, 2009), режиссёр Квентин Тарантино, в роли Геббельса Сильвестр Грот
- «Еврей Зюсс — фильм без совести» (Германия, 2010), режиссёр Оскар Рёлер, в роли Геббельса Мориц Бляйбтрой
- «Фюрер и растлитель[нем.]» (Германия, 2024), режиссёр Йоахим Ланг, в роли Геббельса Роберт Штадлобер

## Геббельс в массовой культуре
- В советской сатире Геббельс часто изображался в виде обезьяны-«геббельзьяны» — образа, который создали карикатурист Б. Ефимов и писатель В. Важдаев.
- В игре-квесте «Штырлиц: операция «Бюст»» обыграно двойное значение слова «доктор» — доктор Геббельс изображён как проводящий генетические эксперименты по созданию «истинного арийца».